# Bahnstrecke Budapest–Belgrad
| Knotenbahnhof Inđija, 2012. |                                                                                                   |                                                                                            |                                                                                            |
| Lage der Strecke in Ungarn und in Serbien |                                                                                                   |                                                                                            |                                                                                            |
| Streckennummer: | MÁV 150                                                                                           |                                                                                            |                                                                                            |
| Kursbuchstrecke (MÁV): | 150                                                                                               |                                                                                            |                                                                                            |
| Kursbuchstrecke: | ŽS 30                                                                                             |                                                                                            |                                                                                            |
| Streckenlänge: | 167 km + 174 km                                                                                   |                                                                                            |                                                                                            |
| Spurweite: | 1435 mm (Normalspur)                                                                              |                                                                                            |                                                                                            |
| Streckenklasse: | Ungarn: C3                                                                                        |                                                                                            |                                                                                            |
| Stromsystem: | 25 kV, 50 Hz ~                                                                                    |                                                                                            |                                                                                            |
| Streckengeschwindigkeit: | Ungarn: 100 km/h Serbien: 200 km/h oberbauzustandsbedingt auf langen Abschnitten nur noch 30 km/h |                                                                                            |                                                                                            |
| Zweigleisigkeit: | Ferencváros–Soroksári út Novi Sad–Beograd Centar                                                  |                                                                                            |                                                                                            |
| |                                                                                                   |                                                                                            |                                                                                            |
| \| \| \| \| \| \| \| \| Körvasút von Kőbánya felső, Kőbánya-Kispest, Kőbánya-Hizlaló rh. und Kőbánya felső elág. \| \| \| \| \| \| \| \| \| \| von Budapest-Keleti \| \| \| \| \| von Budapest-Józsefváros \| \| \| \| 0,00 \| Ferencváros \| Ferencváros \| \| \| \| nach Ferencváros Keleti rendező \| \| \| \| \| nach und von Ferencváros Nyugati rendező \| \| \| \| \| Marhavásártér–Ferencváros \| \| \| \| \| nach Hegyeshalom \| \| \| \| \| nach Budapest-Dunapart \| \| \| \| \| HÉV-Linie Közvágóhíd–Ráckeve \| \| \| \| \| von Budapest-Dunapart \| \| \| \| 1,80 \| Soroksári út \| Soroksári út \| \| \| \| \| \| \| \| \| Verbindungsgleis von HÉV-Linie \| \| \| \| \| Soroksári út rendező \| \| \| \| 4,80 \| Pesterzsébet \| Pesterzsébet \| \| \| \| Gubacsi híd (146 m; Ráckevei-Duna) \| \| \| \| \| Budapest-Kikötő \| \| \| \| \| HÉV-Linie Közvágóhíd–Ráckeve \| \| \| \| \| Kis-Burma von Ferencváros rendező pu. \| \| \| \| 8,900,00 \| Soroksár \| Soroksár \| \| \| \| Nagy-Burma nach und von Szemeretelep \| \| \| \| 3,50 \| Soroksár-Terminál \| Soroksár-Terminál \| \| \| 15,10 \| Dunaharaszti \| Dunaharaszti \| \| \| 16,60 \| Dunaharaszti alsó \| Dunaharaszti alsó \| \| \| 19,00 \| Taksony \| Taksony \| \| \| \| HÉV nach Szigetszentmiklós-Gyártelep \| \| \| \| 24,20 \| Dunavarsány \| Dunavarsány \| \| \| 26,50 \| Délegyháza \| Délegyháza \| \| \| \| Délegyháza-Újbánya \| \| \| \| \| Áporka \| \| \| \| 34,30 \| Kiskunlacháza \| Kiskunlacháza \| \| \| \| Anschlussgleis \| \| \| \| 43,00 \| Dömsöd \| Dömsöd \| \| \| 53,50 \| Kunszentmiklós-Tass \| Kunszentmiklós-Tass \| \| \| \| nach und von Dunapataj \| \| \| \| 55,20 \| Bösztör elágazás \| Bösztör elágazás \| \| \| 63,50 \| Bösztör \| Bösztör \| \| \| 72,00 \| Szabadszállás \| Szabadszállás \| \| \| 78,10 \| Fülöpszállás \| Fülöpszállás \| \| \| \| nach und von Kecskemét alsó \| \| \| \| 79,90 \| Csengőd elágazás \| Csengőd elágazás \| \| \| 84,20 \| Soltszentimre \| Soltszentimre \| \| \| 89,90 \| Csengőd \| Csengőd \| \| \| 94,10 \| Tabdi \| Tabdi \| \| \| 100,20 \| Kiskőrös \| Kiskőrös \| \| \| \| Kreuzung mit Schmalspurbahn nach Törökfái \| \| \| \| \| nach Kalocsa \| \| \| \| 103,80 \| Feketehalom (bis 2007) \| Feketehalom (bis 2007) \| \| \| 110,20 \| Soltvadkert \| Soltvadkert \| \| \| 116,40 \| Pirtói szőlők \| Pirtói szőlők \| \| \| 119,10 \| Pirtó \| Pirtó \| \| \| 127,20 \| Kiskunhalas \| Kiskunhalas \| \| \| \| nach und von Kiskunfélegyháza \| \| \| \| 128,80 \| Balotaszállás elágazás \| Balotaszállás elágazás \| \| \| \| nach Bátaszék \| \| \| \| 137,00 \| Balotaszállás \| Balotaszállás \| \| \| 145,00 \| Kisszállás \| Kisszállás \| \| \| 150,80 \| Tompa \| Tompa \| \| \| 155,80 \| Kelebia \| Kelebia \| \| \| 159,10 \| Staatsgrenze Ungarn–Serbien \| Staatsgrenze Ungarn–Serbien \| \| \| \| von Bácsalmás \| \| \| \| \| von Vinkovci \| \| \| \| 167,20173,479 \| Subotica \| 113 m. i. J. \| \| \| 172,655 \| Subotica teretna \| Subotica teretna \| \| \| \| nach Röszke \| \| \| \| \| nach Novi Sad \| \| \| \| \| nach Bogojevo \| \| \| \| \| Aleksandrovo predgrađe \| 111 m. i. J. \| \| \| \| Aleksandrovo (Blockstelle) \| 111 m. i. J. \| \| \| \| Anschlussgleis Tatravagonka Bratstvo \| \| \| \| 164,185 \| Naumovićevo \| 110 m. i. J. \| \| \| \| Anschlussgleise Düngemittelwerk Azotara \| \| \| \| 159,981 \| Verušić \| Verušić \| \| \| \| von Csantavér \| \| \| \| 154,823 \| Žednik \| 110 m. i. J. \| \| \| 149,805 \| Mali Beograd \| Mali Beograd \| \| \| \| Vojničevo \| \| \| \| 141,203 \| Bačka Topola \| 110 m. i. J. \| \| \| 133,168 \| Mali Iđoš polje \| 109 m. i. J. \| \| \| 129,825 \| Mali Iđoš \| Mali Iđoš \| \| \| \| Kishegyes \| \| \| \| 125,123 \| Lovćenac \| 107 m. i. J. \| \| \| \| nach Bačka Palanka \| \| \| \| \| von Sombor \| \| \| \| 113,750 \| Vrbas \| 84 m. i. J. \| \| \| \| nach Stari Bečej \| \| \| \| \| Bačko Dobro Polje \| \| \| \| 100,543 \| Zmajevo \| 84 m. i. J. \| \| \| 95,061 \| Stepanovičevo \| 83 m. i. J. \| \| \| 88,386 \| Kisač \| 83 m. i. J. \| \| \| \| Rumenka \| \| \| \| \| Neutrassierung \| \| \| \| \| von Subotica und Orlovat Stajalište \| \| \| \| \| von Bogojevo und Sombor \| \| \| \| \| Rasputnica Sajlovo \| 84 m. i. J. \| \| \| \| von Subotica und Orlovat Stajalište \| \| \| \| \| Jugovićevo \| \| \| \| \| \| \| \| \| \| Novi Sad ranžirna \| \| \| \| \| nach und von Bogojevo und Sombor \| \| \| \| 75,044 \| Novi Sad \| 83 m. i. J. \| \| \| \| \| \| \| \| \| Anschlussgleis Hafen \| \| \| \| \| Železničko-drumski most (474 m; Donau) \| \| \| \| \| Franz-Joseph-Brücke (432 m; Donau) \| \| \| \| \| Tunnel unter Festung Petrovaradin \| \| \| \| \| Petrovaradin-Dunav \| \| \| \| \| \| \| \| \| 68,902 \| Petrovaradin \| 82 m. i. J. \| \| \| \| nach Beočin \| \| \| \| 63,576 \| Sremski Karlovci \| 79 m. i. J. \| \| \| 59,355 \| Karlovački vinogradi \| 79 m. i. J. \| \| \| \| Neutrassierung \| \| \| \| 55,790 \| Čortanovci Dunav \| Čortanovci Dunav \| \| \| \| Čortanovci-Viadukt (2900 m) \| \| \| \| \| Čortanovci-Tunnel (654 m) \| \| \| \| \| Čortanovci-Tunnel (1100 m) \| \| \| \| 53,546 \| Čortanovci \| 134 m. i. J. \| \| \| 45,957 \| Beška \| 134 m. i. J. \| \| \| 45,055 \| Inđija pustara \| 135 m. i. J. \| \| \| 39,866 \| Inđija \| 111 m. i. J. \| \| \| \| nach und von Šid \| \| \| \| 33,066 \| Stara Pazova \| 84 m. i. J. \| \| \| \| Vojka \| \| \| \| 25,265 \| Nova Pazova \| 78 m. i. J. \| \| \| 18,822 \| Batajnica \| 78 m. i. J. \| \| \| \| nach Beograd ranžirna \| \| \| \| 11,995 \| Zemunsko polje \| 83 m. i. J. \| \| \| \| Tehničko-putnička stanica Zemun \| \| \| \| 8,826 \| Zemun (seit 1970) \| 94 m. i. J. \| \| \| \| Neutrassierung \| \| \| \| \| Tunnel Bežanijska kosa (1921 m) \| \| \| \| 5,287 \| Tošin Bunar \| Tošin Bunar \| \| \| \| Anschlussgleise Flughafen und Hafen \| \| \| \| \| Zemun (bis 1970) \| \| \| \| 2,887 \| Novi Beograd \| 79 m. i. J. \| \| \| \| \| \| \| \| \| zum neuen Bahnhof Beograd Centar über Novi železnički most sowie nach Bar, Niš und Pančevo \| \| \| \| \| \| \| \| \| \| \| \| \| \| \| Stari železnički most (377 m; Save) \| \| \| \| \| Strecke Beograd–Pančevo \| \| \| \| \| Rasputnica Savski most \| \| \| \| \| nach und von Bar und Niš \| \| \| \| \| nach Pančevo \| \| \| \| 0,000 \| Beograd \| Beograd \| \| \| \| \| \| \| Quellen: [1][2][3][4][5][6] \| \| \| \| |                                                                                                   |                                                                                            |                                                                                            |
| |                                                                                                   |                                                                                            |                                                                                            |
| Strecke |                                                                                                   | Körvasút von Kőbánya felső, Kőbánya-Kispest, Kőbánya-Hizlaló rh. und Kőbánya felső elág.   | Körvasút von Kőbánya felső, Kőbánya-Kispest, Kőbánya-Hizlaló rh. und Kőbánya felső elág.   |
| |                                                                                                   |                                                                                            |                                                                                            |
| Abzweig geradeaus und von rechts |                                                                                                   | von Budapest-Keleti                                                                        | von Budapest-Keleti                                                                        |
| Abzweig geradeaus und von rechts |                                                                                                   | von Budapest-Józsefváros                                                                   | von Budapest-Józsefváros                                                                   |
| Bahnhof | 0,00                                                                                              | Ferencváros                                                                                | Ferencváros                                                                                |
| Abzweig geradeaus und nach links |                                                                                                   | nach Ferencváros Keleti rendező                                                            | nach Ferencváros Keleti rendező                                                            |
| Abzweig geradeaus, nach links und von links |                                                                                                   | nach und von Ferencváros Nyugati rendező                                                   | nach und von Ferencváros Nyugati rendező                                                   |
| Kreuzung geradeaus oben (Querstrecke außer Betrieb) |                                                                                                   | Marhavásártér–Ferencváros                                                                  | Marhavásártér–Ferencváros                                                                  |
| Abzweig geradeaus und nach rechts |                                                                                                   | nach Hegyeshalom                                                                           | nach Hegyeshalom                                                                           |
| Abzweig geradeaus und ehemals nach rechts |                                                                                                   | nach Budapest-Dunapart                                                                     | nach Budapest-Dunapart                                                                     |
| Kreuzung geradeaus oben |                                                                                                   | HÉV-Linie Közvágóhíd–Ráckeve                                                               | HÉV-Linie Közvágóhíd–Ráckeve                                                               |
| Abzweig geradeaus und ehemals von rechts |                                                                                                   | von Budapest-Dunapart                                                                      | von Budapest-Dunapart                                                                      |
| Bahnhof | 1,80                                                                                              | Soroksári út                                                                               | Soroksári út                                                                               |
| Strecke von links · Abzweig geradeaus und nach rechts |                                                                                                   |                                                                                            |                                                                                            |
| Strecke · Abzweig geradeaus und von links |                                                                                                   | Verbindungsgleis von HÉV-Linie                                                             | Verbindungsgleis von HÉV-Linie                                                             |
| Dienststation / Betriebs- oder Güterbahnhof · Strecke |                                                                                                   | Soroksári út rendező                                                                       | Soroksári út rendező                                                                       |
| Strecke · Haltepunkt / Haltestelle | 4,80                                                                                              | Pesterzsébet                                                                               | Pesterzsébet                                                                               |
| Brücke über Wasserlauf · Strecke |                                                                                                   | Gubacsi híd (146 m; Ráckevei-Duna)                                                         | Gubacsi híd (146 m; Ráckevei-Duna)                                                         |
| Betriebs-/Güterbahnhof Streckenende · Strecke |                                                                                                   | Budapest-Kikötő                                                                            | Budapest-Kikötő                                                                            |
| Kreuzung geradeaus unten |                                                                                                   | HÉV-Linie Közvágóhíd–Ráckeve                                                               | HÉV-Linie Közvágóhíd–Ráckeve                                                               |
| Abzweig geradeaus und ehemals von links |                                                                                                   | Kis-Burma von Ferencváros rendező pu.                                                      | Kis-Burma von Ferencváros rendező pu.                                                      |
| Bahnhof | 8,900,00                                                                                          | Soroksár                                                                                   | Soroksár                                                                                   |
| Abzweig geradeaus, nach links und ehemals von links |                                                                                                   | Nagy-Burma nach und von Szemeretelep                                                       | Nagy-Burma nach und von Szemeretelep                                                       |
| Abzweig geradeaus und nach links · Betriebs-/Güterbahnhof Streckenende und quer | 3,50                                                                                              | Soroksár-Terminál                                                                          | Soroksár-Terminál                                                                          |
| Bahnhof | 15,10                                                                                             | Dunaharaszti                                                                               | Dunaharaszti                                                                               |
| Haltepunkt / Haltestelle | 16,60                                                                                             | Dunaharaszti alsó                                                                          | Dunaharaszti alsó                                                                          |
| Bahnhof | 19,00                                                                                             | Taksony                                                                                    | Taksony                                                                                    |
| Abzweig geradeaus und ehemals nach rechts |                                                                                                   | HÉV nach Szigetszentmiklós-Gyártelep                                                       | HÉV nach Szigetszentmiklós-Gyártelep                                                       |
| Haltepunkt / Haltestelle | 24,20                                                                                             | Dunavarsány                                                                                | Dunavarsány                                                                                |
| Bahnhof | 26,50                                                                                             | Délegyháza                                                                                 | Délegyháza                                                                                 |
| Abzweig geradeaus und nach links · Betriebs-/Güterbahnhof Streckenende und quer |                                                                                                   | Délegyháza-Újbánya                                                                         | Délegyháza-Újbánya                                                                         |
| ehemaliger Haltepunkt / Haltestelle |                                                                                                   | Áporka                                                                                     | Áporka                                                                                     |
| Bahnhof | 34,30                                                                                             | Kiskunlacháza                                                                              | Kiskunlacháza                                                                              |
| Abzweig geradeaus und ehemals nach links |                                                                                                   | Anschlussgleis                                                                             | Anschlussgleis                                                                             |
| Bahnhof | 43,00                                                                                             | Dömsöd                                                                                     | Dömsöd                                                                                     |
| Bahnhof | 53,50                                                                                             | Kunszentmiklós-Tass                                                                        | Kunszentmiklós-Tass                                                                        |
| Abzweig geradeaus, nach rechts und von rechts |                                                                                                   | nach und von Dunapataj                                                                     | nach und von Dunapataj                                                                     |
| Blockstelle | 55,20                                                                                             | Bösztör elágazás                                                                           | Bösztör elágazás                                                                           |
| Bahnhof | 63,50                                                                                             | Bösztör                                                                                    | Bösztör                                                                                    |
| Bahnhof | 72,00                                                                                             | Szabadszállás                                                                              | Szabadszállás                                                                              |
| Bahnhof | 78,10                                                                                             | Fülöpszállás                                                                               | Fülöpszállás                                                                               |
| Abzweig geradeaus, nach links und von links |                                                                                                   | nach und von Kecskemét alsó                                                                | nach und von Kecskemét alsó                                                                |
| Blockstelle | 79,90                                                                                             | Csengőd elágazás                                                                           | Csengőd elágazás                                                                           |
| Haltepunkt / Haltestelle | 84,20                                                                                             | Soltszentimre                                                                              | Soltszentimre                                                                              |
| Bahnhof | 89,90                                                                                             | Csengőd                                                                                    | Csengőd                                                                                    |
| Haltepunkt / Haltestelle | 94,10                                                                                             | Tabdi                                                                                      | Tabdi                                                                                      |
| Kopfbahnhof Streckenanfang (Strecke außer Betrieb) · Bahnhof | 100,20                                                                                            | Kiskőrös                                                                                   | Kiskőrös                                                                                   |
| Strecke nach links (außer Betrieb) · Kreuzung (Querstrecke außer Betrieb) |                                                                                                   | Kreuzung mit Schmalspurbahn nach Törökfái                                                  | Kreuzung mit Schmalspurbahn nach Törökfái                                                  |
| Abzweig geradeaus und nach rechts |                                                                                                   | nach Kalocsa                                                                               | nach Kalocsa                                                                               |
| ehemaliger Haltepunkt / Haltestelle | 103,80                                                                                            | Feketehalom (bis 2007)                                                                     | Feketehalom (bis 2007)                                                                     |
| Bahnhof | 110,20                                                                                            | Soltvadkert                                                                                | Soltvadkert                                                                                |
| Haltepunkt / Haltestelle | 116,40                                                                                            | Pirtói szőlők                                                                              | Pirtói szőlők                                                                              |
| Bahnhof | 119,10                                                                                            | Pirtó                                                                                      | Pirtó                                                                                      |
| Bahnhof | 127,20                                                                                            | Kiskunhalas                                                                                | Kiskunhalas                                                                                |
| Abzweig geradeaus, nach links und von links |                                                                                                   | nach und von Kiskunfélegyháza                                                              | nach und von Kiskunfélegyháza                                                              |
| Blockstelle | 128,80                                                                                            | Balotaszállás elágazás                                                                     | Balotaszállás elágazás                                                                     |
| Abzweig geradeaus und nach rechts |                                                                                                   | nach Bátaszék                                                                              | nach Bátaszék                                                                              |
| Bahnhof | 137,00                                                                                            | Balotaszállás                                                                              | Balotaszállás                                                                              |
| Bahnhof | 145,00                                                                                            | Kisszállás                                                                                 | Kisszállás                                                                                 |
| Haltepunkt / Haltestelle | 150,80                                                                                            | Tompa                                                                                      | Tompa                                                                                      |
| Bahnhof | 155,80                                                                                            | Kelebia                                                                                    | Kelebia                                                                                    |
| Grenze | 159,10                                                                                            | Staatsgrenze Ungarn–Serbien                                                                | Staatsgrenze Ungarn–Serbien                                                                |
| Abzweig geradeaus und ehemals von rechts |                                                                                                   | von Bácsalmás                                                                              | von Bácsalmás                                                                              |
| Abzweig geradeaus und von rechts |                                                                                                   | von Vinkovci                                                                               | von Vinkovci                                                                               |
| Bahnhof | 167,20173,479                                                                                     | Subotica                                                                                   | 113 m. i. J.                                                                               |
| Dienststation / Betriebs- oder Güterbahnhof | 172,655                                                                                           | Subotica teretna                                                                           | Subotica teretna                                                                           |
| Abzweig geradeaus und nach links |                                                                                                   | nach Röszke                                                                                | nach Röszke                                                                                |
| Abzweig geradeaus und nach links |                                                                                                   | nach Novi Sad                                                                              | nach Novi Sad                                                                              |
| Abzweig geradeaus und ehemals nach rechts |                                                                                                   | nach Bogojevo                                                                              | nach Bogojevo                                                                              |
| Haltepunkt / Haltestelle |                                                                                                   | Aleksandrovo predgrađe                                                                     | 111 m. i. J.                                                                               |
| Blockstelle |                                                                                                   | Aleksandrovo (Blockstelle)                                                                 | 111 m. i. J.                                                                               |
| Abzweig geradeaus und nach links |                                                                                                   | Anschlussgleis Tatravagonka Bratstvo                                                       | Anschlussgleis Tatravagonka Bratstvo                                                       |
| Bahnhof | 164,185                                                                                           | Naumovićevo                                                                                | 110 m. i. J.                                                                               |
| Abzweig geradeaus und nach links |                                                                                                   | Anschlussgleise Düngemittelwerk Azotara                                                    | Anschlussgleise Düngemittelwerk Azotara                                                    |
| Haltepunkt / Haltestelle | 159,981                                                                                           | Verušić                                                                                    | Verušić                                                                                    |
| Abzweig geradeaus und ehemals von links |                                                                                                   | von Csantavér                                                                              | von Csantavér                                                                              |
| Bahnhof | 154,823                                                                                           | Žednik                                                                                     | 110 m. i. J.                                                                               |
| Haltepunkt / Haltestelle | 149,805                                                                                           | Mali Beograd                                                                               | Mali Beograd                                                                               |
| ehemaliger Bahnhof |                                                                                                   | Vojničevo                                                                                  | Vojničevo                                                                                  |
| Bahnhof | 141,203                                                                                           | Bačka Topola                                                                               | 110 m. i. J.                                                                               |
| Dienststation / Betriebs- oder Güterbahnhof | 133,168                                                                                           | Mali Iđoš polje                                                                            | 109 m. i. J.                                                                               |
| Haltepunkt / Haltestelle | 129,825                                                                                           | Mali Iđoš                                                                                  | Mali Iđoš                                                                                  |
| ehemaliger Haltepunkt / Haltestelle |                                                                                                   | Kishegyes                                                                                  | Kishegyes                                                                                  |
| Bahnhof | 125,123                                                                                           | Lovćenac                                                                                   | 107 m. i. J.                                                                               |
| Abzweig geradeaus und ehemals nach rechts |                                                                                                   | nach Bačka Palanka                                                                         | nach Bačka Palanka                                                                         |
| Abzweig geradeaus und von rechts |                                                                                                   | von Sombor                                                                                 | von Sombor                                                                                 |
| Bahnhof | 113,750                                                                                           | Vrbas                                                                                      | 84 m. i. J.                                                                                |
| Abzweig geradeaus und ehemals nach links |                                                                                                   | nach Stari Bečej                                                                           | nach Stari Bečej                                                                           |
| ehemaliger Haltepunkt / Haltestelle |                                                                                                   | Bačko Dobro Polje                                                                          | Bačko Dobro Polje                                                                          |
| Bahnhof | 100,543                                                                                           | Zmajevo                                                                                    | 84 m. i. J.                                                                                |
| Haltepunkt / Haltestelle | 95,061                                                                                            | Stepanovičevo                                                                              | 83 m. i. J.                                                                                |
| Bahnhof | 88,386                                                                                            | Kisač                                                                                      | 83 m. i. J.                                                                                |
| ehemaliger Bahnhof |                                                                                                   | Rumenka                                                                                    | Rumenka                                                                                    |
| Abzweig ehemals geradeaus und nach links · Strecke von rechts |                                                                                                   | Neutrassierung                                                                             | Neutrassierung                                                                             |
| Strecke (außer Betrieb) · Abzweig geradeaus und von links |                                                                                                   | von Subotica und Orlovat Stajalište                                                        | von Subotica und Orlovat Stajalište                                                        |
| Strecke (außer Betrieb) · Abzweig geradeaus und von rechts |                                                                                                   | von Bogojevo und Sombor                                                                    | von Bogojevo und Sombor                                                                    |
| Strecke (außer Betrieb) · Blockstelle |                                                                                                   | Rasputnica Sajlovo                                                                         | 84 m. i. J.                                                                                |
| Abzweig geradeaus und von links (Strecke außer Betrieb) · Abzweig geradeaus und nach links · Strecke von rechts |                                                                                                   | von Subotica und Orlovat Stajalište                                                        | von Subotica und Orlovat Stajalište                                                        |
| Haltepunkt / Haltestelle (Strecke außer Betrieb) · Strecke · Strecke |                                                                                                   | Jugovićevo                                                                                 | Jugovićevo                                                                                 |
| Abzweig ehemals geradeaus und von links · Abzweig geradeaus und von rechts · Strecke |                                                                                                   |                                                                                            |                                                                                            |
| Betriebs-/Güterbahnhof Strecke ab hier außer Betrieb · Strecke · Dienststation / Betriebs- oder Güterbahnhof |                                                                                                   | Novi Sad ranžirna                                                                          | Novi Sad ranžirna                                                                          |
| Abzweig geradeaus, nach rechts und von rechts (Strecke außer Betrieb) · Strecke · Strecke |                                                                                                   | nach und von Bogojevo und Sombor                                                           | nach und von Bogojevo und Sombor                                                           |
| Bahnhof (Strecke außer Betrieb) · Bahnhof · Strecke | 75,044                                                                                            | Novi Sad                                                                                   | 83 m. i. J.                                                                                |
| Strecke (außer Betrieb) · Abzweig geradeaus und von links · Strecke nach rechts |                                                                                                   |                                                                                            |                                                                                            |
| Strecke (außer Betrieb) · Abzweig geradeaus und nach links |                                                                                                   | Anschlussgleis Hafen                                                                       | Anschlussgleis Hafen                                                                       |
| Strecke (außer Betrieb) · Brücke über Wasserlauf |                                                                                                   | Železničko-drumski most (474 m; Donau)                                                     | Železničko-drumski most (474 m; Donau)                                                     |
| Brücke über Wasserlauf (Strecke außer Betrieb) · Strecke |                                                                                                   | Franz-Joseph-Brücke (432 m; Donau)                                                         | Franz-Joseph-Brücke (432 m; Donau)                                                         |
| Tunnel (Strecke außer Betrieb) · Strecke |                                                                                                   | Tunnel unter Festung Petrovaradin                                                          | Tunnel unter Festung Petrovaradin                                                          |
| Haltepunkt / Haltestelle (Strecke außer Betrieb) · Strecke |                                                                                                   | Petrovaradin-Dunav                                                                         | Petrovaradin-Dunav                                                                         |
| Abzweig ehemals geradeaus und von links · Strecke nach rechts |                                                                                                   |                                                                                            |                                                                                            |
| Bahnhof | 68,902                                                                                            | Petrovaradin                                                                               | 82 m. i. J.                                                                                |
| Abzweig geradeaus und ehemals nach rechts |                                                                                                   | nach Beočin                                                                                | nach Beočin                                                                                |
| Bahnhof | 63,576                                                                                            | Sremski Karlovci                                                                           | 79 m. i. J.                                                                                |
| Bahnhof | 59,355                                                                                            | Karlovački vinogradi                                                                       | 79 m. i. J.                                                                                |
| Abzweig ehemals geradeaus und nach links · Strecke von rechts |                                                                                                   | Neutrassierung                                                                             | Neutrassierung                                                                             |
| Haltepunkt / Haltestelle (Strecke außer Betrieb) · Strecke | 55,790                                                                                            | Čortanovci Dunav                                                                           | Čortanovci Dunav                                                                           |
| Strecke von links (im Tunnel) · Kreuzung links (Strecke geradeaus außer Betrieb) · Strecke nach rechts |                                                                                                   | Čortanovci-Viadukt (2900 m)                                                                | Čortanovci-Viadukt (2900 m)                                                                |
| Strecke (im Tunnel) · Tunnel (Strecke außer Betrieb) |                                                                                                   | Čortanovci-Tunnel (654 m)                                                                  | Čortanovci-Tunnel (654 m)                                                                  |
| Strecke nach links (im Tunnel) · Abzweig ehemals geradeaus und von rechts |                                                                                                   | Čortanovci-Tunnel (1100 m)                                                                 | Čortanovci-Tunnel (1100 m)                                                                 |
| Bahnhof | 53,546                                                                                            | Čortanovci                                                                                 | 134 m. i. J.                                                                               |
| Bahnhof | 45,957                                                                                            | Beška                                                                                      | 134 m. i. J.                                                                               |
| Dienststation / Betriebs- oder Güterbahnhof | 45,055                                                                                            | Inđija pustara                                                                             | 135 m. i. J.                                                                               |
| Bahnhof | 39,866                                                                                            | Inđija                                                                                     | 111 m. i. J.                                                                               |
| Abzweig geradeaus, nach rechts und von rechts |                                                                                                   | nach und von Šid                                                                           | nach und von Šid                                                                           |
| Bahnhof | 33,066                                                                                            | Stara Pazova                                                                               | 84 m. i. J.                                                                                |
| ehemaliger Haltepunkt / Haltestelle |                                                                                                   | Vojka                                                                                      | Vojka                                                                                      |
| Bahnhof | 25,265                                                                                            | Nova Pazova                                                                                | 78 m. i. J.                                                                                |
| Bahnhof | 18,822                                                                                            | Batajnica                                                                                  | 78 m. i. J.                                                                                |
| Abzweig geradeaus und nach rechts |                                                                                                   | nach Beograd ranžirna                                                                      | nach Beograd ranžirna                                                                      |
| Bahnhof | 11,995                                                                                            | Zemunsko polje                                                                             | 83 m. i. J.                                                                                |
| Dienststation / Betriebs- oder Güterbahnhof |                                                                                                   | Tehničko-putnička stanica Zemun                                                            | Tehničko-putnička stanica Zemun                                                            |
| Bahnhof | 8,826                                                                                             | Zemun (seit 1970)                                                                          | 94 m. i. J.                                                                                |
| Strecke von links · Abzweig ehemals geradeaus und nach rechts |                                                                                                   | Neutrassierung                                                                             | Neutrassierung                                                                             |
| Tunnel · Strecke (außer Betrieb) |                                                                                                   | Tunnel Bežanijska kosa (1921 m)                                                            | Tunnel Bežanijska kosa (1921 m)                                                            |
| Haltepunkt / Haltestelle · Strecke (außer Betrieb) | 5,287                                                                                             | Tošin Bunar                                                                                | Tošin Bunar                                                                                |
| Strecke · Abzweig geradeaus und von links (Strecke außer Betrieb) |                                                                                                   | Anschlussgleise Flughafen und Hafen                                                        | Anschlussgleise Flughafen und Hafen                                                        |
| Strecke · Bahnhof (Strecke außer Betrieb) |                                                                                                   | Zemun (bis 1970)                                                                           | Zemun (bis 1970)                                                                           |
| Bahnhof · Strecke (außer Betrieb) | 2,887                                                                                             | Novi Beograd                                                                               | 79 m. i. J.                                                                                |
| |                                                                                                   |                                                                                            |                                                                                            |
| Abzweig ehemals geradeaus und nach rechts · Strecke (außer Betrieb) |                                                                                                   | zum neuen Bahnhof Beograd Centar über Novi železnički most sowie nach Bar, Niš und Pančevo | zum neuen Bahnhof Beograd Centar über Novi železnički most sowie nach Bar, Niš und Pančevo |
| |                                                                                                   |                                                                                            |                                                                                            |
| Strecke nach links (außer Betrieb) · Abzweig geradeaus und von rechts (Strecke außer Betrieb) |                                                                                                   |                                                                                            |                                                                                            |
| Brücke über Wasserlauf (Strecke außer Betrieb) |                                                                                                   | Stari železnički most (377 m; Save)                                                        | Stari železnički most (377 m; Save)                                                        |
| Kreuzung geradeaus oben (Strecken außer Betrieb) |                                                                                                   | Strecke Beograd–Pančevo                                                                    | Strecke Beograd–Pančevo                                                                    |
| Blockstelle (Strecke außer Betrieb) |                                                                                                   | Rasputnica Savski most                                                                     | Rasputnica Savski most                                                                     |
| Abzweig geradeaus, nach rechts und von rechts (Strecke außer Betrieb) |                                                                                                   | nach und von Bar und Niš                                                                   | nach und von Bar und Niš                                                                   |
| Abzweig geradeaus und nach links (Strecke außer Betrieb) |                                                                                                   | nach Pančevo                                                                               | nach Pančevo                                                                               |
| Kopfbahnhof Streckenende (Strecke außer Betrieb) | 0,000                                                                                             | Beograd                                                                                    | Beograd                                                                                    |
| |                                                                                                   |                                                                                            |                                                                                            |
| Quellen: |                                                                                                   |                                                                                            |                                                                                            |

Die bisher größtenteils eingleisige 341 km lange Bahnstrecke Budapest–Subotica–Belgrad ist Teil bedeutender internationaler Bahnverbindungen zwischen Mittel- und Südosteuropa. 
Sie verbindet den Eisenbahnknoten Budapest (Hauptstadt Ungarns) und den Eisenbahnknoten Belgrad (Hauptstadt Serbiens).
Internationale Reisezüge verkehren zwischen den Bahnhöfen Budapest-Keleti und Beograd Centar, auf den der Betrieb zum 1. Juli 2018 verlagert wurde, als der alte Bahnhof Beograd nach 134 Jahren als Hauptbahnhof Belgrads geschlossen wurde.
Die Bahnstrecke geht auf das politische Traktat auf dem Berliner Kongress 1878 zurück, in dem die Beschlüsse für die Einrichtung eines Konventionalzugs zwischen Wien und Konstantinopel vorgesehen wurden.
Sie verband Serbien erstmals mit den Eisenbahnsystemen Europas und des Osmanischen Reiches.
Während der Bau- und Einrichtungsphase in einer politisch instabilen Region (Orientfrage) hatte sie auch eine militärische Funktion.
Die Bahnstrecke war bis zum Ersten Weltkrieg eine Hauptachse zwischen West- und Osteuropa.
Der Streckenabschnitt von Subotica bis Kunszentmiklós wurde in den Jahren 1910 bis 1918 zweigleisig ausgebaut.
Der 1916 von der Ungarischen Eisenbahngesellschaft MÁV geplante zweigleisige Ausbau der gesamten Bahnstrecke wurde nicht verwirklicht; 1918 zerfiel Österreich-Ungarn.
Nach 1945 verlor die Strecke durch den eisernen Vorhang im Reiseverkehr an Bedeutung.
Sie blieb eine Hauptachse im Güterverkehr, da über sie eine der wichtigen transversalen Trassen vom Ungarischen Binnenland zu Mittelmeer und Mittelmeerhäfen bedient wird – insbesondere nachdem 1976 die Gebirgsbahn Belgrad–Bar eröffnet wurde. Seit 2024 gehört die Strecke in den TEN-T-Plänen zum Verkehrskorridor Westbalkan-Ostmittelmeer.

## Geschichte

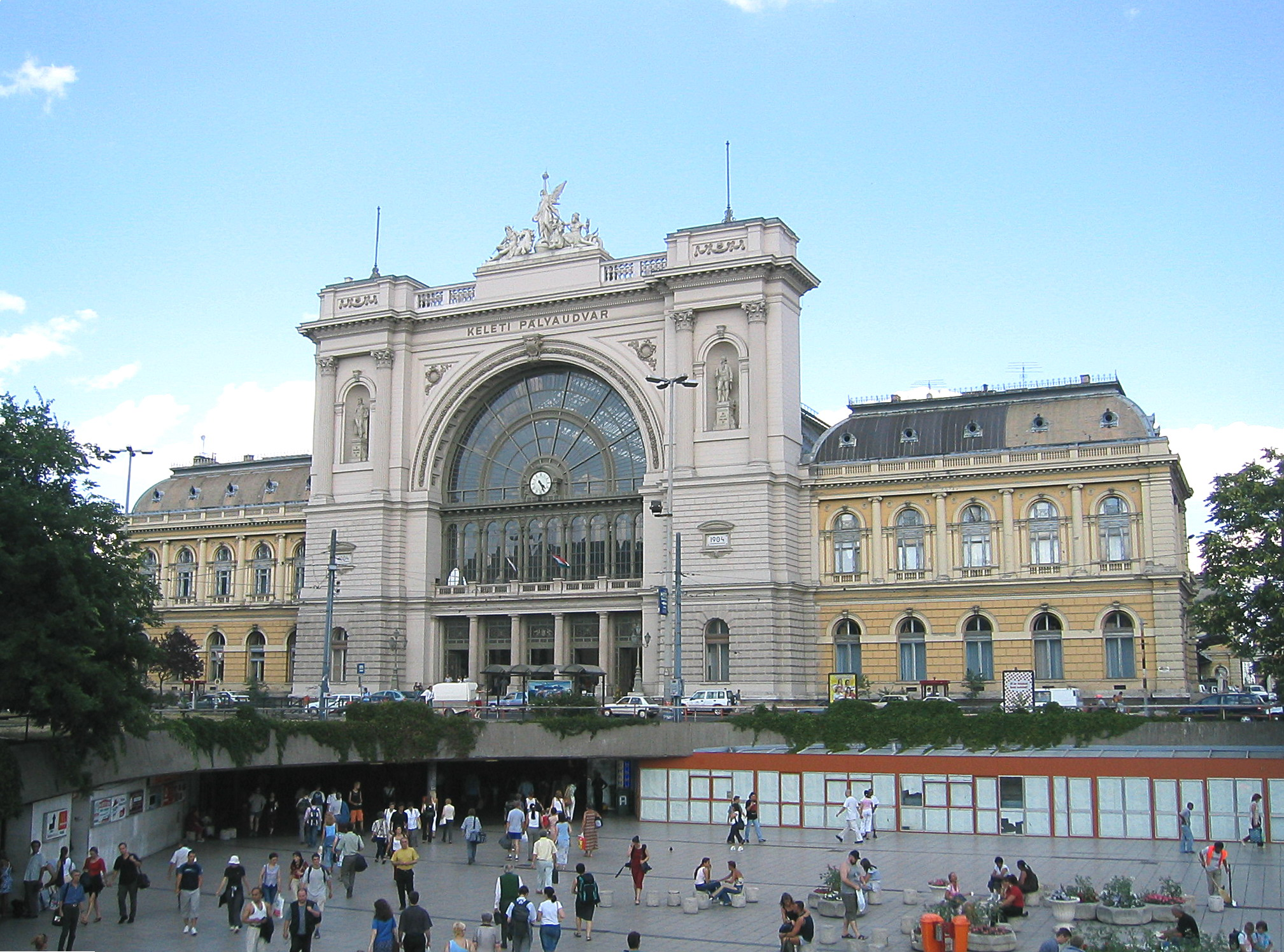
Der Bahnhof Keleti pályaudvar (Ostbahnhof) in Budapest ist ein wichtiges Drehkreuz im Netz der MÁV

### Planungsphase
Die Planung der Strecke resultierte direkt aus den Ergebnissen des Berliner Kongresses 1878. Das Fürstentum Serbien wurde ein voll anerkannter Staat; die vorher gegenüber dem Osmanischen Reich eingeschränkte Souveränität wurde aufgehoben. Sein Territorium vergrößerte sich um vier Regionen im Süden bzw. 10.137 Quadratkilometer. Österreich-Ungarn schloss im Vorfeld einen bilateralen Vertrag mit dem Fürstentum Serbien über eine einzurichtende Eisenbahnverbindung, Handel und die Donaukontrolle im Eisernen Tor. Alle diese Verträge zwischen Österreich-Ungarn und Serbien wurden in die Akten des Berliner Kongresses mit aufgenommen. Serbien hatte sich hierin verpflichtet, innerhalb von drei Jahren eine Eisenbahninfrastruktur aufzubauen. Hierbei war die Verbindung vom Osmanischen Reich über Bulgarien und Serbien an das bestehende Streckennetz Österreich-Ungarns angedacht. Wegen politischer Probleme, die Österreich-Ungarn bei der Eingliederung Bosniens bereitet wurden, schob dieses den Beginn der Arbeiten in Serbien für zwei Jahre auf. Somit wurde erst 1880 mit dem Bau begonnen. Die Konvention wurde zum 9. April 1880 zwischen Österreich-Ungarn und Serbien unterzeichnet. Die Strecke von Ungarn durch Serbien sollte am 15. Juni 1883 fertiggestellt sein und eine Eisenbahnbrücke über die Save die Verbindung herstellen. Die Annahme der Konvention wurde auf einer parlamentarischen Sondersitzung der serbischen Regierung am 13. Mai 1880 in Kragujevac verlesen. Ein diplomatisches Hin und Her war durch gegensätzliche Prioritäten entstanden. Serbien favorisierte die Verbindung Richtung Ägäis, Österreich-Ungarn die über Bulgarien nach Konstantinopel. Österreich-Ungarn hatte die 340 km lange Strecke über sein Gebiet von Budapest bis zum Anschluss in Belgrad zu bauen. Die Strecke von der Savebrücke bis zum Bahnhof Belgrad wäre den Ungarischen Eisenbahnen abzutreten. Serbien wurde angeboten, die Strecke zwischen der Savebrücke und Zemun instand zu halten und Zemun als gemeinschaftlichen Bahnhof zu betreiben. Beides lehnte Serbien ab, da es damit den Hauptanteil am Orienthandel verloren hätte. Am 20. Mai verabschiedete das serbische Parlament mit 26 positiven und einer enthaltenen Stimme das Vorhaben. Auf deutschen Karten vom Ende des 19. Jahrhunderts ist die Bahnstrecke mit Budapest–Semliner Bahn, dem deutschen Namen von Zemun, bezeichnet.

### Ausführungsphase

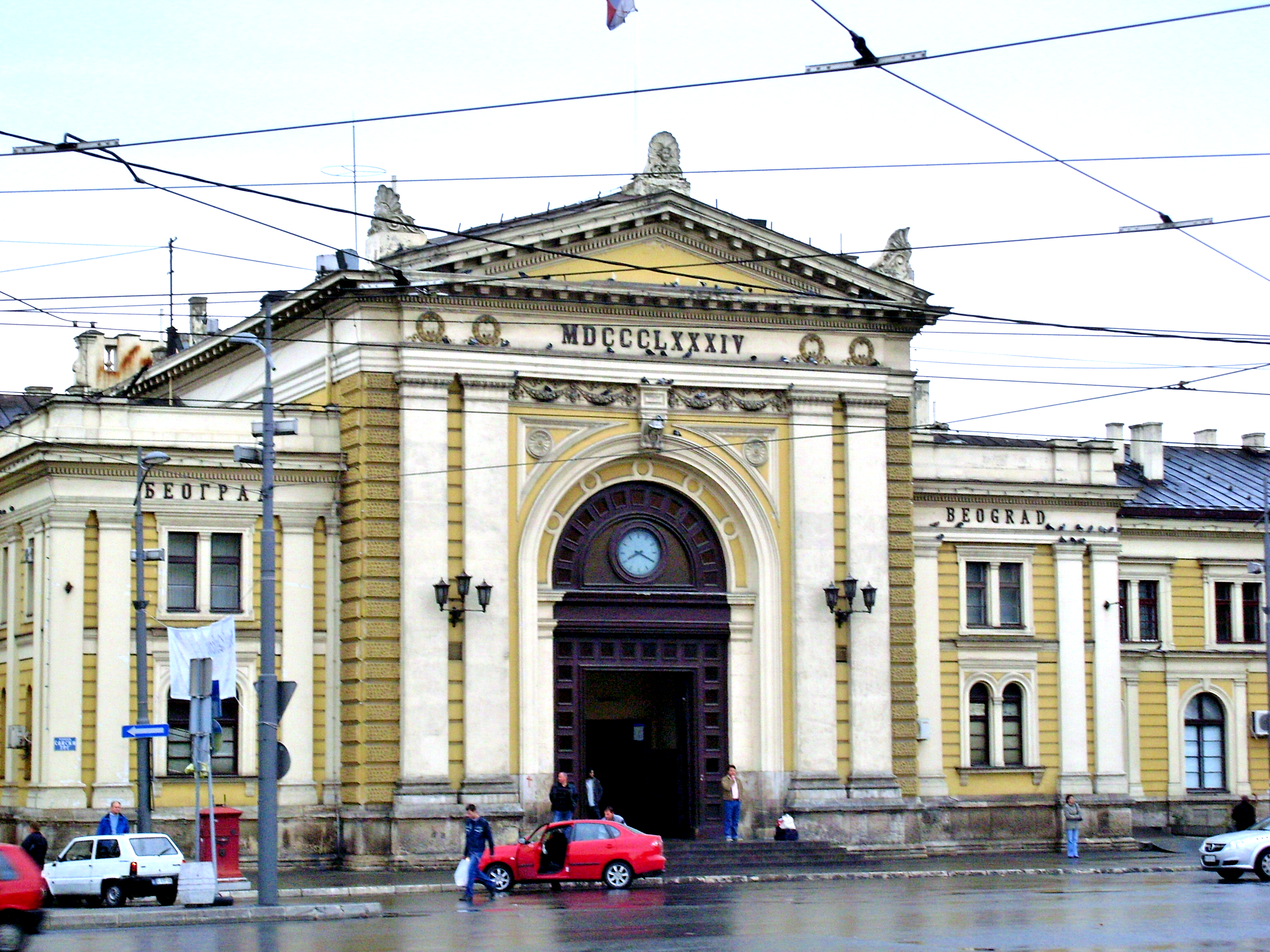
1884 eröffnet, bildete der alte Belgrader Hauptbahnhof den Ausgangspunkt der Eisenbahnen Serbiens. Zum 1. Juli 2018 wurde er geschlossen.

Der erste Spatenstich erfolgte am 21. Juni 1881 am Ende der Brücke über den Mokrolušker Bach (Mokroluški potok) am Ende der Topčiderer Straße, wo sich heute die Autobahnkreuzung „Mostarska petlja“ unweit des neuen Belgrader Hauptbahnhofs „Beograd Centar“ findet. Der feierlichen Inauguration wohnten der Fürst nebst Fürstin, der Belgrader Metropolit sowie politische Vertreter der Skupština bei. Eine Kanonade von zehn Kanonen begleitete den Spatenstich. Als ausführender Unternehmer der Arbeiten fungierte die französische Union Générale.
Die Arbeiten auf serbischer Seite gingen schnell voran. Im Sommer 1884 standen die Arbeiten an der Bahnstrecke Belgrad–Niš vor der Fertigstellung. Am 18. und 19. August (alter Kalender, julianisches Datum) 1884 wurden Probebelastungen der Savebrücke durchgeführt. Am 20. August (julianisch) 1884 fuhr der erste Zug über die Brücke. Eine vorläufige Betriebserlaubnis der Brücke wurde am 21. August (julianisch) vergeben. Die serbische Seite stellte den Bahndamm mit Oberbau zwischen der Brücke und dem Hauptbahnhof am 7. August fertig und die ungarische Seite am 29. August. Der serbische König fuhr am 20. August mit dem Zug vom Bahnhof Beograd Richtung Wien. Der Fahrplan Belgrad–Pest wurde zum 2. September 1884 erstmals veröffentlicht. Der Schnellzug Pest–Belgrad–Niš verließ Pest um 7.30 Uhr Pester Zeit und erreichte Belgrad um 15.15 Uhr Pester Zeit.

### Schweinekrieg
Die Bahnstrecke war für die serbische Wirtschaft, die auf der Ausfuhr von Agrargütern basierte, von zentraler Bedeutung. Nachdem Österreich-Ungarn durch den gewaltsamen Macht- und Regimewechsel in Serbien 1903 einer russophilen serbischen Regierung gegenüberstand, versuchte es, das Königreich Serbien durch wirtschaftlichen Druck im sogenannten Schweinekrieg durch ökonomische Sanktionen zu politischen Zugeständnissen zu zwingen. Da die Ausfuhr von Schweinefleisch und anderen Agrargütern nur über die Bahnstrecke Belgrad–Budapest relevant war, wurde der Zollkrieg über den Handelskrieg, in dem die Ausfuhr von serbischen Gütern über die Save-Brücke unterbunden wurde, geführt. Serbien war daraufhin gezwungen, seine Waren nicht mehr über Mitteleuropa, sondern den Hafen von Thessaloniki zu exportieren. Der Schweinekrieg war besonders 1906 und 1907 intensiv, zu ersten Verhandlungen kam es 1910, jedoch ohne eine relevante Annäherung der beiden Länder. Zwar war die Blockade der Eisenbahnverbindung nicht total, jedoch waren Ein- und Ausfuhr sowie Eisenbahntransit stark eingeschränkt. Dieser österreich-ungarisch-serbische Zollkrieg führte in Europa zu Lagerbildung und ist im Kontext des Ersten Weltkrieges von Bedeutung. Ein 1904 zwischen dem Deutschen Reich und Serbien geschlossener Handelsvertrag, bevor ein solcher zwischen Serbien und der k.u.k.-Monarchie abgeschlossen war, bildete den initialen Anstoß Österreich-Ungarns, Serbien zu einer Zollunion zu drängen. Da Österreich-Ungarn den Balkan als seine Einflusssphäre betrachtete, richtete es noch 1906 ein Gesuch an die Pforte, serbische Ausfuhren über Thessaloniki zu unterbinden. Dies lehnte das osmanische Reich am 16. Dezember 1906 deutlich ab. Italien, Frankreich und das Vereinigte Königreich unterstützten in dem Handelsstreit die serbische Position, Russland und das Deutsche Reich blieben dagegen neutral.
Der Handelskrieg führte zudem zu zwei bedeutenden Eisenbahnprojekten, die am Vorabend des Ersten Weltkrieges sowohl bei den Europäischen Mächten als auch den einflussreichsten Medien des Kontinents sowie der Britischen Inseln zu erhitzten Debatten führten. Als Lexa von Aerenthal 1908 in Budapest eine Serbien umfahrende Eisenbahnverbindung mit dem Osmanischen Reich in der Sandschakbahn-Frage eröffnete, konterte Serbien, unterstützt von Russland, mit der Eröffnung der Adriabahnfrage. Beide sich im rechten Winkel kreuzenden Eisenbahntrassierungs-Projekte wurden zu zentralen Streitpunkten in der Neuordnung des Balkans. Von den Großmächten wurden sie daher auf der Londoner Konferenz 1912 durch Verträge und kontrollierbare Absprachen entschärft. Ein generelles Misstrauen bei den Absichten der Lager blieb aber durch die weiter ungeregelten Eisenbahnfragen und deren militärische Implikationen, die sich durch potentiell schnelle Truppentransporte eröffneten, bestehen, insbesondere als sich Deutschland im imperialen Projekt der Bagdadbahn gegen Interessen des Vereinigten Königreiches im Orient und Indien wandte.

### Erster Weltkrieg

Von 1916 bis 1918 verband der Balkanzug die Mittelmächte

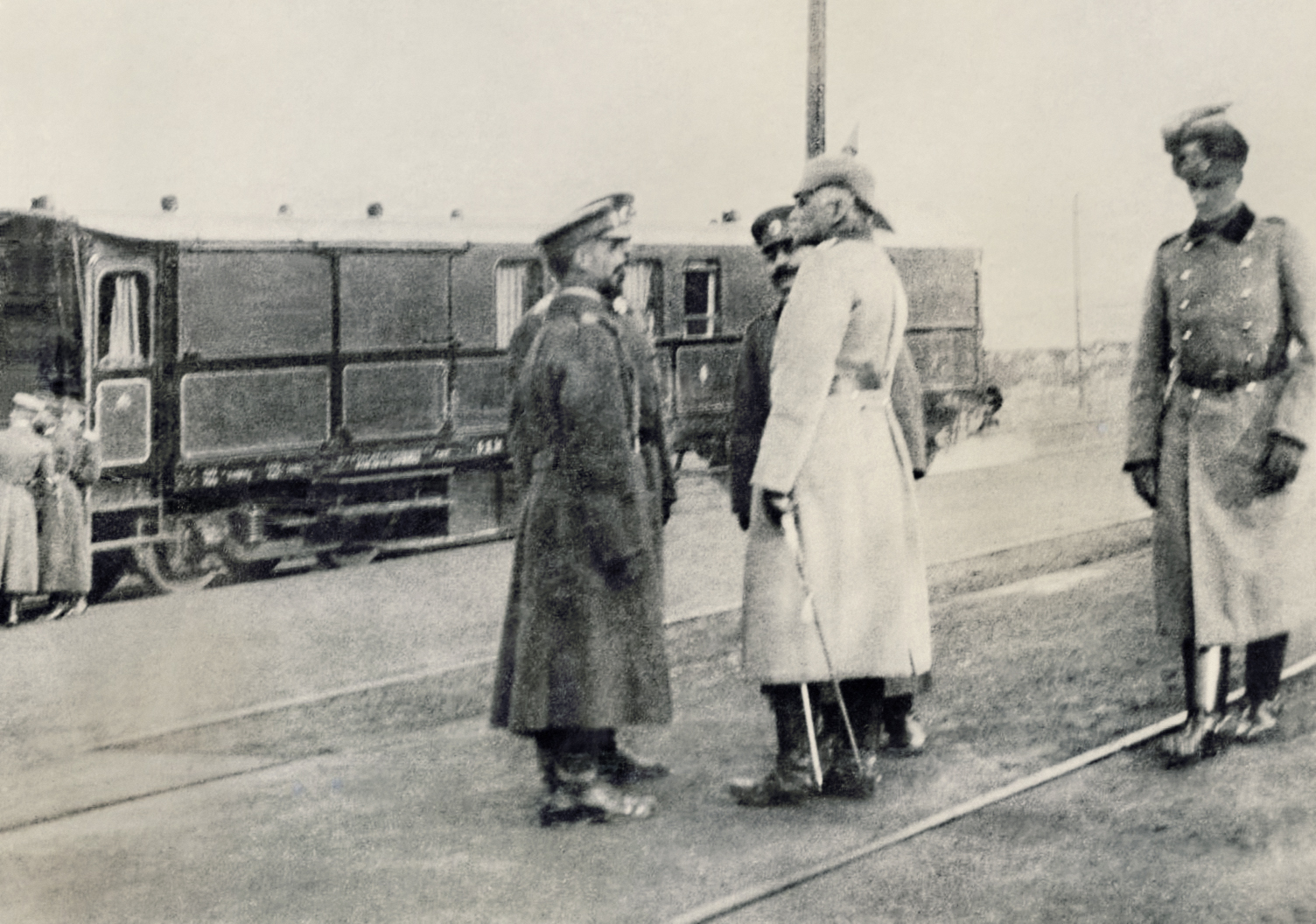
Mackensen mit bulgarischen Offizieren am Bahnhof in Niš, Januar 1916

Bis 1914 agierten Österreich-Ungarn und das Osmanische Reich als Hegemon auf der Balkanhalbinsel. Mit Ausbruch des Ersten Weltkriegs übernahmen Eisenbahnlinien in Richtung der sich bildenden Fronten sowie in den Kriegsplänen entscheidende Transportfunktionen für Mobilisierung, Truppenbewegungen und Nachschub. Serbien als unmittelbarer Ausgangspunkt für die Kriegserklärung Österreich-Ungarns wurde jedoch 1914 nicht aus Richtung Ungarn, sondern vielmehr über Bosnien und Herzegowina angegriffen, eine konzentrierte Zufuhr der Truppen über die Hauptmagistralen konnte das Österreich-Ungarische Militär dabei nicht bewerkstelligen; es musste die Truppen über die kapazitätsschwache Bosnische Ostbahn verlegen und verpflegen, was sich im November 1914 als katastrophale Fehlentscheidung der Heeresleitung erweisen sollte. Belgrad als Grenzstadt zu Österreich-Ungarn wurde am 25. Juli 1914 von der serbischen Regierung verlassen, am 28. Juli 1914 wurde nach der Kriegserklärung der Eisenbahnverkehr über die Save-Brücke nach Österreich-Ungarn eingestellt. Die gesamte bewegliche Eisenbahninfrastruktur wurde vom Save-Bahnhof nach Topčider und Mladenovac evakuiert und der Eisenbahnverkehr der Serbischen Armee überantwortet. Der Hauptbahnhof konnte aufgrund seiner unmittelbaren Lage gegenüber den linksufrigen Artilleriebatterien Österreich-Ungarns nicht für Truppentransport und Mobilisierung genutzt werden. Damit fehlte der serbischen Armee ein zentraler Eisenbahnknoten für kriegswichtige Aufgaben. Den Eisenbahnen kam insbesondere während der Kampfhandlungen an der Kolubara eine zentrale Funktion zu. Während Österreich-Ungarn seine Großarmee nur über die Bosnische Ostbahn versorgen konnte, jedoch ein großes Territorium ohne Eisenbahnverbindungen halten musste, führte die serbische Armee in einer Blitzaktion vom Thessalonikischen Hafen französisches Kriegsgerät über die normalspurige Hauptstrecke heran. Die katastrophale Niederlage der österreichischen 5. und 6. Armee unter Oskar Potiorek beendete die Kriegsinitiative Österreich-Ungarns auf dem Balkan. Das Deutsche Reich übernahm hierauf in Vertretung Österreich-Ungarns die folgenden militärischen Initiativen. Der Serbische Feldzug 1915 erfolgte nun über Ungarn und die Donau, Truppen konnten über die Hauptstrecken der Eisenbahnen Österreich-Ungarns mobilisiert werden. Die serbische Armee und Regierung wurden mit dem Vorrücken der Heeresgruppe Mackensen unter August von Mackensen schließlich nach Griechenland evakuiert. Die Eisenbahninfrastruktur in Belgrad wurde ab dem 5. Oktober 1915 in Richtung Mala Krsna bis Velika Plana sowie am 6. Oktober 1915 bis Lapovo zerstört. Mit den serbischen Truppen wurde das gesamte bewegliche Eisenbahnmaterial, leere und beladene Wagen sowie Lokomotiven, nach Süden evakuiert. Das Deutsche Reich konnte Serbien bis Mitte November 1915 vollständig okkupieren. Die serbischen Eisenbahnen wurden in der weiteren Kriegsführung für die Zwecke der Mittelmächte genutzt. Das Deutsche Reich baute zwischen 1916 und 1918 für den Bedarf der Truppen eine weitere parallele Eisenbahnbrücke über die Save, die eine Bifurkation in Richtung des Bahnhofs Topčider ermöglichte. Zwischen Inđija und Zemun wurde ein zweites Gleis gebaut.
Für das Deutsche Reich bedeutete die Erringung der Kontrolle über das serbische Streckennetz einen globalstrategischen Vorteil, der durch die Einrichtung des Balkanzuges eine Verbindung aller seiner Verbündeten innerhalb eines geschlossenen Territoriums und innerer Transportwege unter den Mittelmächten möglich machte. Im Vorfeld der Einrichtung des Balkanzuges traf Kaiser Wilhelm II. mit hochrangigen Verbündeten per Zug in Niš am 18. Januar 1916 ein. Die Eroberung Serbiens eröffnete dem Deutschen Reich somit eine lang ersehnte Landverbindung ins Osmanische Reich.

### Entwicklung 1948–2000
Die Bedeutung der Verkehrsverbindung zwischen Ungarn und Jugoslawien nahm insbesondere nach dem Bruch Stalins mit Tito 1948 und dem Ausschluss der Volksrepublik Jugoslawien aus der Komintern stark ab. Der Ungarische Aufstand und die zunehmende Westorientierung Jugoslawiens sowie dessen starke Zuwendung zur Bewegung der Blockfreien Staaten führten dazu, dass Jugoslawien außerhalb des Warschauer Paktes sowie nur assoziiertes Mitglied im Rat für gegenseitige Wirtschaftshilfe blieb. Damit war eine Ost-Orientierung zu Ländern im Rat für gegenseitige Wirtschaftshilfe keine präferierte. Sowohl Tourismus als auch die jugoslawische Arbeitsemigration waren von und in Richtung Österreich und Deutschland sowie danach gegenüber Italien und Frankreich gerichtet. Als Transitroute nach Westen diente der Save-Korridor türkischen und griechischen Gastarbeitern wie arabischen Migranten. Die Eisenbahnlinien waren dementsprechend auf dem Savekorridor gegen die Alpentunnel besser ausgebaut. Erst mit der Eröffnung der Bahnstrecke Belgrad–Bar 1976 verstärkte sich der Gütertransport durch Montenegro und Serbien von der Adria über Ungarn zu weiteren Ländern im Ostblock. Über Ungarn und Jugoslawien wurden nun selbst Ersatzteile für die im Mittelmeer stationierte fünfte Flottille der Sowjetunion transportiert. Eine grundsätzliche Neuorientierung entstand durch die Unterbrechung des Save-Korridors infolge des Krieges in Kroatien. Mit der Verhängung des UN-Wirtschaftsembargos über Jugoslawien 1992 nahm der grenzübergreifende Schmuggeltourismus stark zu. Jugoslawische Tagesreisende zu den sich in Ungarn zahlreich entwickelnden Flohmärkten (insbesondere Józsefvárosi piac in Budapest sowie Szeged und Subotica) bestimmten in grenznahen Ortschaften sowie Budapest das Bild zwischen 1992 und 2000. Die Visumpflicht, die Jugoslawien als Folge der Bürgerkriege für Westeuropäer Mitte der 1990er einführte, ließ den übrigen Reiseverkehr einbrechen.

### Kriegszerstörungen

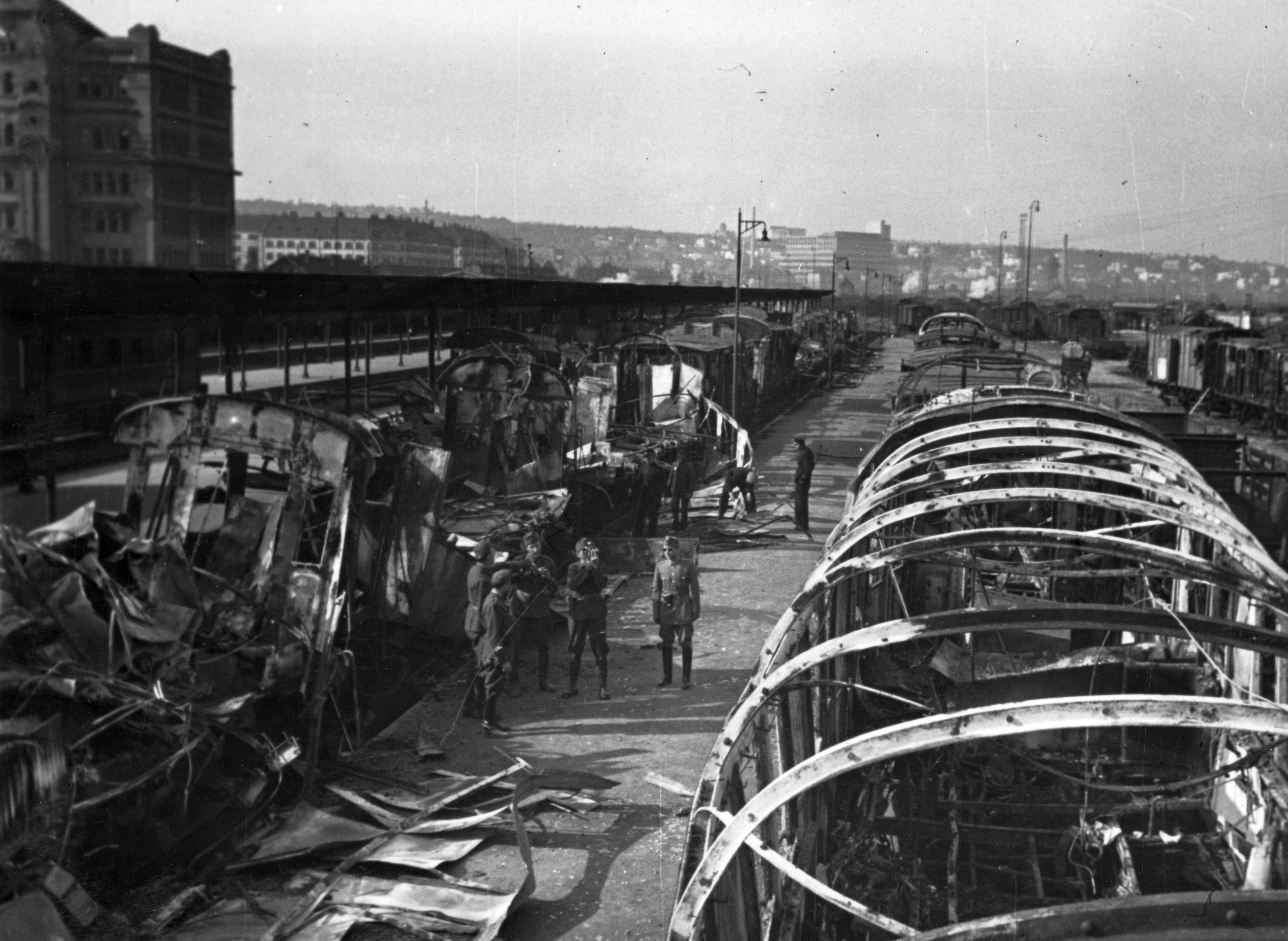
Ausgebrannte Wagen im Bahnhof Belgrad, 1941

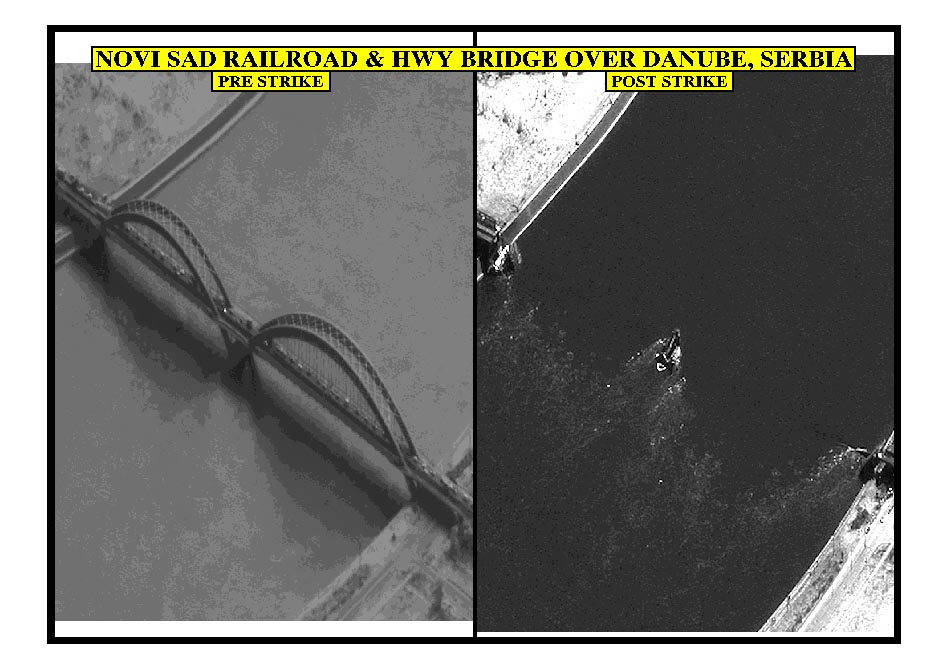
Aufklärungsbild der NATO zur Zerstörung der Žeželjev-Brücke über die Donau, Mai 1999

Einzelne Teile der Strecke erlitten 1914, 1941, 1944 und 1999 starke Kriegsschäden. Insbesondere wurde die alte Eisenbahnbrücke über die Save 1914, 1918, 1941 und 1944 miniert oder während deutscher oder alliierter Luftangriffe zerstört. Dasselbe Schicksal erlitt auch die alte Donaubrücke zwischen Petrovaradin und Novi Sad 1944. Ihre etwas weiter flussabwärts gebaute Nachfolgerin, die Žeželjev-Brücke, war im April 1999 fünfmal Angriffsziel von NATO-Flugzeugen. Die Donau blieb dadurch für mehrere Jahre völlig blockiert.
In einem raren persönlichen Auftritt Slobodan Miloševićs während der jugoslawischen Präsidentschaftswahlen 2000, der zusammen mit der Parteispitze in einem mit Staatsemblemen feierlich geschmückten Zug aus zehn modernen Goša-UIC-Z1-Wagen angereist war, wurde die neu errichtete Behelfsbrücke (Montažno-demontažni drumsko železnički most) über die Donau in Novi Sad am 29. Mai 2000 eingeweiht. Dabei richtete sich Milošević auch mit dem Versprechen der Errichtung von Schnellfahrstrecken an die Menschenmenge, einem zentralen Thema der Sozialisten Serbiens unter seiner Regierung.

„Darum sind wir auch mit dem Zug gekommen. Jedoch nicht mit irgendeinem Zug. Wir sind mit einem Zug hierher gekommen, der nur mit Wagen aus einheimischer Produktion zusammengesetzt ist. Diese wurden in unseren Fabriken projektiert und fertig gestellt. Sie wurden für Geschwindigkeiten von 200 km/h gebaut. Heute existieren in Europa nur vier Länder, die eigenständig Wagen für Geschwindigkeiten von 200 km/h bauen können. Ohne diese Wagen wird es keine Schnellfahrstrecken geben.“

### Nach 2000
Grundsätzlich wurde die Verkehrsverbindung nicht nur wegen der kriegs- und sanktionsbedingten Entwicklungen in den 1990er Jahren vernachlässigt, sondern wurde auch von EU-Seite nicht mehr weiter als strategischer Korridor zur Modernisierung des Europäischen Transportnetzes erörtert.
Die EU favorisierte daher im sogenannten Orient-Ostmittelmeerkorridor (2014–2024) eine reine EU-Bahnverbindung zwischen Budapest und Sofia unter Umgehung der klassischen Balkanroute (Zagreb/Budapest – Belgrad – Niš – Skopje – Thessaloniki), mit der rumänisch-bulgarischen Bahnstrecke Budapest – Szolnok – Arad – Timişoara – Drobeta Turnu Severin – Calafat – Vidin – Montana – Sofia unter Einbeziehung der Eisenbahnüberbrückung der Donau. Obwohl der Transportweg hierdurch länger wurde und die Karpaten und das Balkangebirge quert, werden auf dieser Verbindung weniger Grenzen als über die Belgrader Route passiert. Sie verläuft zwar durchgehend auf EU-Gebiet, doch existiert praktisch kein Reiseverkehrsangebot. Eine gewisse Rehabilitation von Seiten der EU entstand durch Infrastruktur-Hilfeleistungen im Westbalkan im Rahmen des Berliner Prozesses (ab 2014) sowie in der seit 2024 erfolgten Integration der wichtigsten Verkehrsachsen in Nicht-EU-Mitgliedstaaten (WB6) in die Transportkorridore Westbalkan-Ostmittelmeer und Rhein-Donau der EU (TEN-T). Die serbische Visumpflicht für Bürger westeuropäischer Staaten wurde 2003 wieder aufgehoben.

### Chinesisches Engagement ab 2015
Mit dem seit 2015 bekundeten Interesse Chinas an der Transportverbindung, im Rahmen seiner Initiativen Belt and Road (One Belt, One Road) und Cooperation between China and Central and Eastern European Countries (China-CEE, 16+1), wurden Pläne zum Ausbau zur zweigleisigen Schnellfahrstrecke konkretisiert.
Im Zuge der Aufstockung chinesischer Exporte über den von China betriebenen Hafen von Piräus auf 35 Prozent des gesamten Güterumschlags des Mittelmeerraums ist die Verkehrsverbindung Budapest–Belgrad–Skopje–Athen(–Piräus) für China von strategischer Bedeutung für die Ausfuhr ihrer Waren nach Europa.
Schon 2018 sollten hierin jährlich über sechs Millionen TEU transportiert werden. Es ist (Stand Anfang 2017) angedacht, Piräus durch die Eisenbahnverbindung über Budapest zum Haupttor Chinas nach Mittel- und Osteuropa auszubauen. 2017 hat der Ausbau auf dem 75 Kilometer langen ersten Streckenabschnitt in Serbien begonnen.
Das chinesische Engagement wird von der Europäischen Union kritisch gesehen und als direkte Konkurrenz deutscher Interessen innerhalb des europäischen Wirtschaftsraumes empfunden.
Die Verbindung gilt insbesondere für die deutsche Wirtschaft als geopolitisch brisant, da sie nach einem Ausbau in direkter Konkurrenz zum Duisburger Hafen als zentralem Hub im chinesisch-europäischen Eisenbahngüterverkehr steht.
Eine Kooperation mit dem Hafen von Triest sieht den weiteren Ausbau von Duisburg als zentralem Eisenbahngüterumschlagsplatz für Containerfracht aus China vor. Den Ausbau der Verkehrsverbindung Belgrad–Budapest an EU-Richtlinien zu binden, wurde deshalb als Versuch interpretiert, deutsche Interessen im China-Handel gegen periphere Länder in Europa zu sichern. Allgemein ist der Ausbau der Trasse das erste große Eisenbahnprojekt, das die VR China in Europa durchführen möchte und eins der konkreten Beispiele der One Belt, One Road-Initiative.

#### Investitionen Chinas und Russlands
Am 19. März 2022 wurde der erste Teilabschnitt (75 Kilometer zwischen Belgrad und Novi Sad) für den Verkehr freigegeben. 2021 wurde der Ausbau des zweiten serbischen Streckenabschnittes und des kompletten ungarischen Abschnittes begonnen; die Strecke soll 2025 komplett fertig sein.
Der serbische Streckenabschnitt wurde bis Ende 2021 auf dem 34,5 km langen Abschnitt Belgrad–Stara Pazova (von China), sowie dem 40,5 km langen Abschnitt Stara Pazova–Novi Sad (von Russland) erneuert. Zwischen Belgrad und Stara Pazova erfolgte ein viergleisiger Ausbau, der zwischen Batajnica und Stara Pazova die Abzweigung zum Save-Korridor nach Zagreb bedient. Die EU fördert innerhalb des Berlin-Prozesses auch die Errichtung eines intermodalen Güterterminals in Batajnica.

#### Investitionen Österreichs
Die österreichische Rail Cargo Group (RCG) als Güterverkehrssparte der ÖBB hat im Februar 2018 in Budapest-Ferencváros einen zentralen Dispatcher-Knoten für den Güterverkehr im Balkanraum implementiert. Hier sollen ankommende Züge gesteuert und neu zusammengestellt werden. Der neue Zentral-Hub in der ungarischen Hauptstadt soll die Verkehre von West- nach Ost- und Südosteuropa vereinfachen. Bisher verkehrten Güterverkehre aus dem Balkan an verschiedenen Knotenpunkten: Villach, Budapest, Sopron, Štúrovo oder Belgrad, seit Januar 2018 erfolgt dies zentral in Budapest. Als Spezialprodukt der RCG bedient der „Balkan-Express“ eine Bahnlogistikverbindung im Güterverkehr zwischen Westeuropa und den Ländern Südosteuropas sowie den GUS-Staaten.

### Flüchtlingsströme auf der Balkanroute

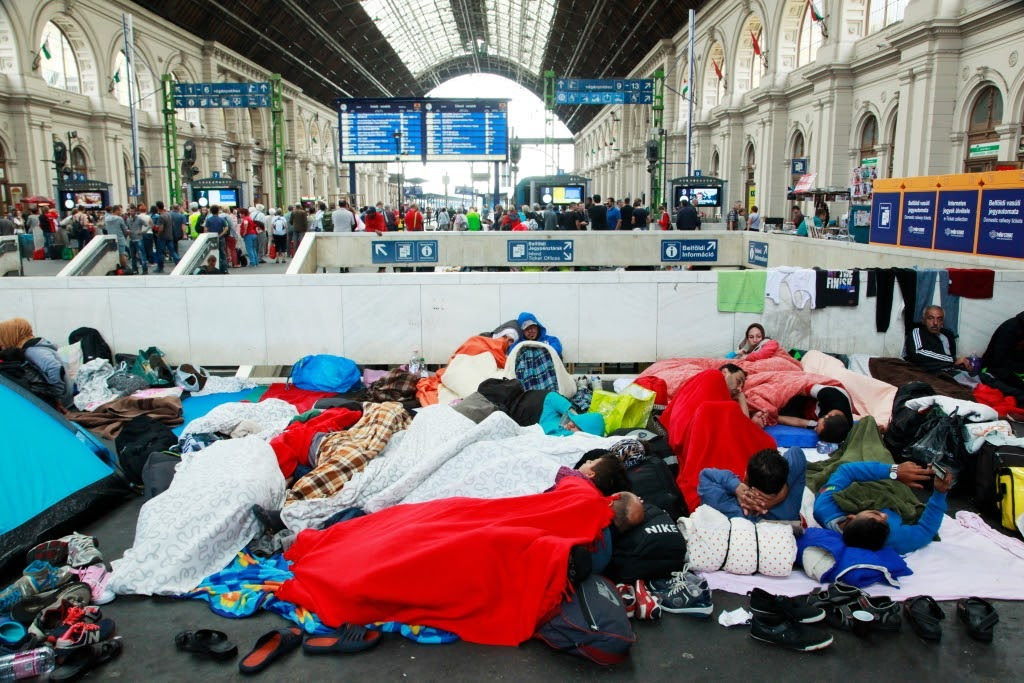
Budapest-Keleti im September 2015

In Folge des arabischen Frühlings und des syrischen Bürgerkrieges wurde die Verkehrsverbindung im Herbst 2015 Haupttor für Kriegsemigranten nach Westeuropa. Der Budapester Ostbahnhof musste zeitweise gesperrt werden, die Grenzen zwischen Ungarn und Serbien wurden verstärkt kontrolliert sowie militärisch gesichert. Nachdem die Regierung Viktor Orbán eine besonders restriktive Politik gegenüber den Migranten einnahm, ebbte der Zustrom merklich ab. Zeitweise wurde der internationale Eisenbahnreiseverkehr zwischen Nordmazedonien, Serbien und Griechenland völlig eingestellt. Alternative Routen spielten danach eine wichtigere Rolle.

## Streckenbeschreibung

### Geologie und Landschaft

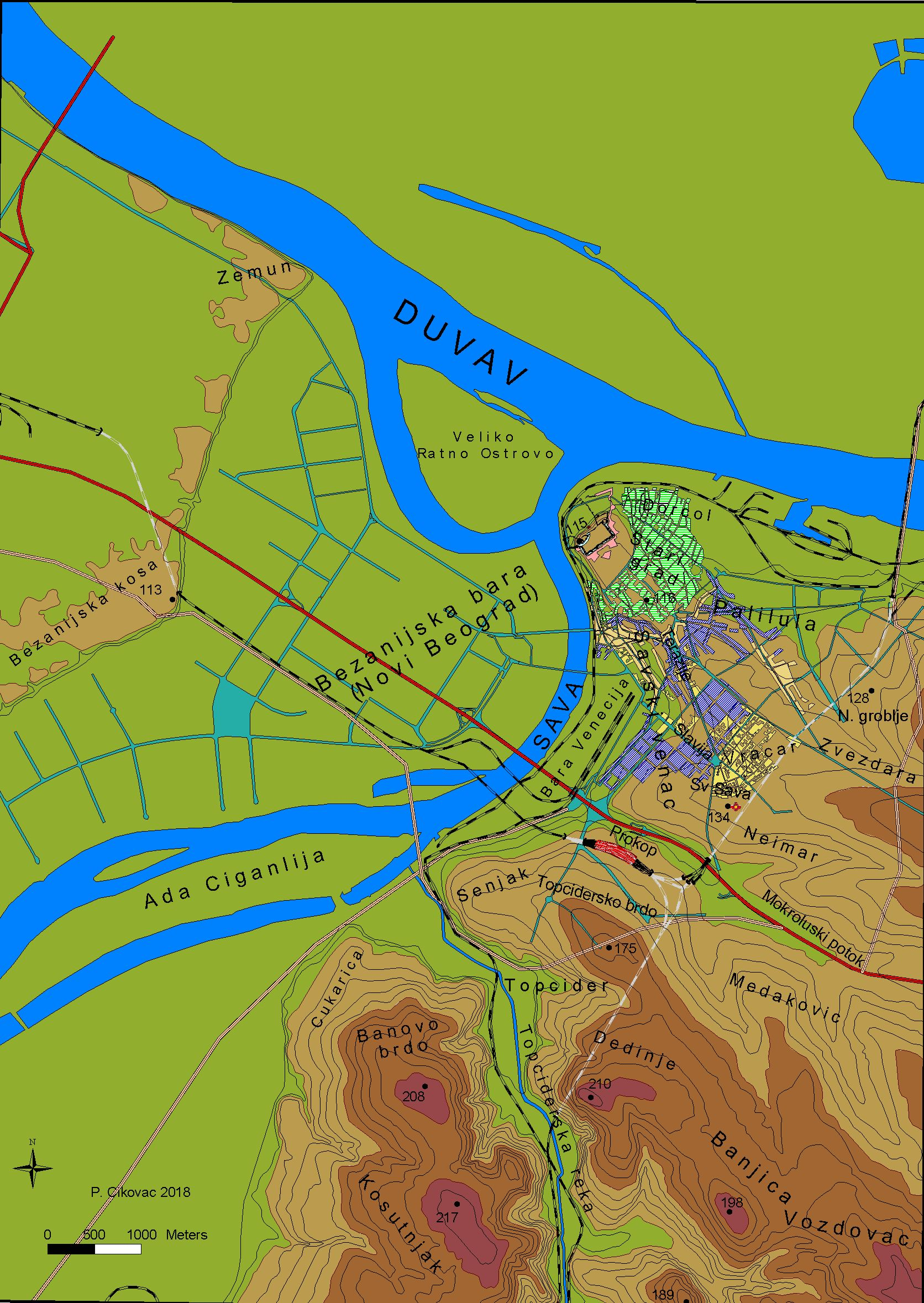
Endpunkt der Verkehrsverbindung ist der Bahnhof Prokop am Topčiderer Hügel

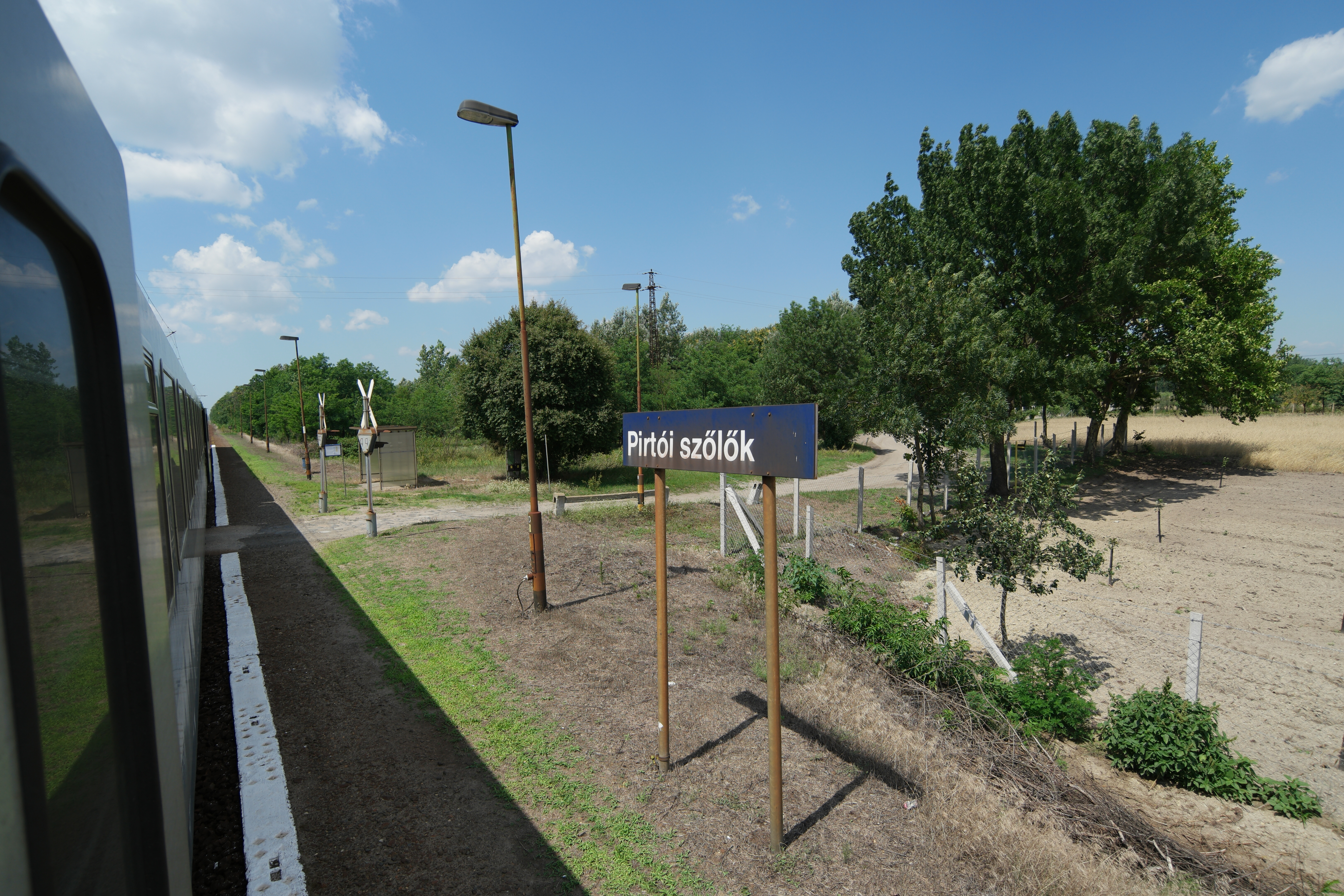
Am Haltepunkt Pirtói Szőlők gibt es kein Bahnhofsgebäude

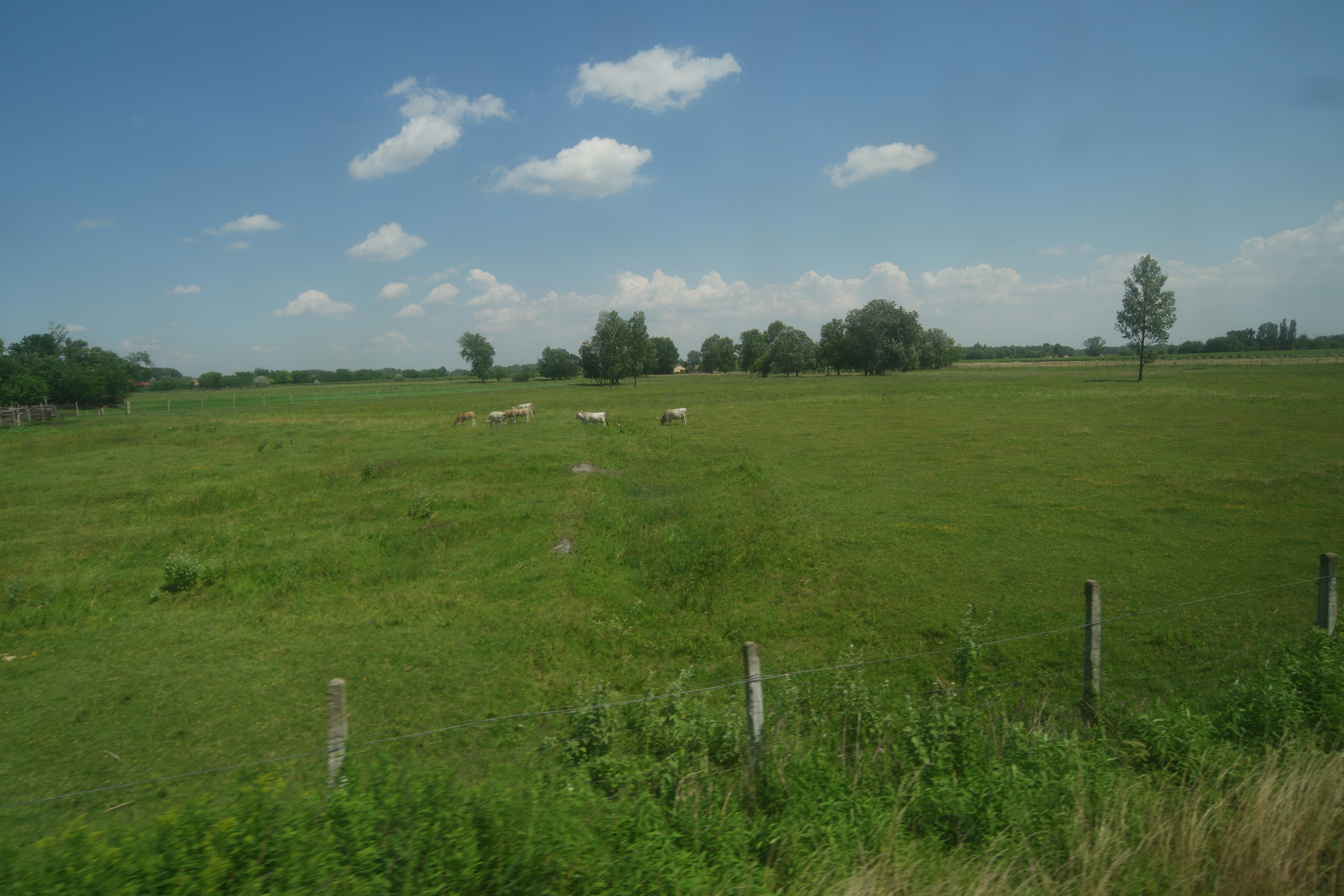
Ungarische Steppenrinder an der Strecke im Großen Alföld

Die Strecke Budapest–Belgrad durchquert hauptsächlich das Komitat Bács-Kiskun in der Großen Ungarischen Tiefebene (Alföld) und die anschließende serbische Provinz Vojvodina.
Die Landschaft ist von ewigen Feldern, schnurgeraden Straßen und unendlichen Weiten geprägt. Sie führt hinter Budapest zuerst linksseitig der Donau auf der quartär gebildeten Flussterrasse. Sie folgt der Terrasse bis Fülöpszállás und erreicht südlich davon bei Csengőd die von pleistozänen Lössen und eolischen Flugsanden geprägte ungarische Steppe, die sie bis zur serbischen Grenze sowie darüber hinaus nicht mehr verlässt. Die Strecke verbindet damit praktisch nur landwirtschaftlich geprägte Regionen, in denen Intensivkulturen sowie Obst- und Weinbau dominieren. Der größte Bahnhof auf dem ungarischen Abschnitt ist das 30.000 Einwohner zählende Kiskunhalas, 130 Kilometer südlich Budapest. 20 Kilometer südlich Kiskunhalas erreicht die Strecke den Grenzort Kelebia (127,7 m ü. NN).
Hinter der Grenze wird das Landschaftsbild weiterhin durch pleistozäne Löss- und Sandböden geprägt. Subotica ist der Grenzort auf serbischer Seite. Die regional bedeutende Großstadt ist Zentrum der nördlichen Batschka. Sie beherbergt eine große ungarische Minderheit. Südlich von Subotica dominieren Lössgebiete. Die Strecke verläuft zwischen Subotica und Bačka Topola praktisch waagerecht auf etwa 108 m ü. NN nach Süden. Das Lössplateau ist weiterhin intensiv kultiviert. Sonnenblumenfelder, Mais-Monokulturen und weitere industrielle Pflanzkulturen dominieren. Erst vor Vrbas fällt die Trasse auf unter 100 m ü. NN und die Lössdecken werden geringmächtiger, sandige Flussalluvionen nehmen zu. Die Landschaft hat jetzt oberflächliche Wasseransammlungen mit begleitenden Flusssaumwäldern und hochwachsenden Süßgräsern. Danach beginnt die erste große Flussterrasse der Donau, die kurz vor Novi Sad in die Alluvialfläche der Donau übergeht. Bei Novi Sad, der Hauptstadt der Vojvodina, ist am linken Donauufer auf 80,4 m ü. NN auch der erste Tiefpunkt der Strecke erreicht, der insbesondere nach der im Juni 2018 vorgesehenen Schließung des alten Hauptbahnhofes von Belgrad (75 m ü. NN) auch einer der tiefsten der Strecke ist. Nach Überquerung der Donau nordöstlich der ehemals als „Gibraltar der Donau“ bezeichneten Peterwardeiner Festung (Petrovaradinska tvrđava) erreicht die Strecke Syrmien und schmiegt sich bei Petrovaradin an den nördlichen Lösshang der bewaldeten Fruška Gora. Dies ist der einzige Abschnitt, auf dem die Strecke kurz durch Waldgebiete führt. Nach den Weinbergen beim barocken Bischofsstädtchen Sremski Karlovci verläuft sie erstmals auch für kurze Zeit direkt neben der Donau. Hinter Čortanovci quert der Čortanovci-Tunnel, der durch geologisch komplexe neogene, im Pliozän gebildete Tonsande, pleistozäne Ton-(Kalk-)sande und frühpleistozäne Lösse aufgefahren wurde, den östlichen Ausläufer der Fruška Gora. Dahinter breitet sich das sanft geneigte Syrmische Lössplateau aus, das im Folgenden bis Novi Beograd landschaftlich dominiert. Ein Tunnel durch die Lössterrasse der Bežanijska kosa eröffnet die Einfahrt ins Save-Delta an der Donau bei Novi Beograd. Im Bahnhof Novi Beograd trennen sich die Zulaufstrecken zur alten und neuen Savebrücke und damit zu den Bahnhöfen Beograd (Glavna) und Beograd Centar. Nach Überquerung der Save auf der neuen Belgrader Eisenbahnbrücke, die zu ihrem Bauzeitpunkt die weltweit erste als Schrägseilbrücke konzipierte Eisenbahnbrücke war, wird der Belgrader Kamm, ein Teil des Dinarischen Orogens sowie allgemein die Balkanhalbinsel erreicht. Endpunkt war bis zum 30. Juni 2018 der an der Save gelegene alte Bahnhof Beograd, seit dem 1. Juli 2018 ist es der Durchgangsbahnhof Beograd Centar mit zu diesem Zeitpunkt acht Bahnsteiggleisen in 98 m Höhe ü. NN am nördlichen Abhang des Topčidersko brdo.
Der gesamte Verlauf der Strecke kommt ohne größere Steigungen aus. Eine spürbare Neigung gibt es nur auf dem flach nach Süden geneigten Plateau der Syrmischen Lössterrasse, sie führt zwischen Batajnica und Inđija von 78,3 auf 106,3 m ü. NN. Nördlich von Inđija steigt die Trasse südwestlich Beška auf 135,8 m ü. NN. Sie erreicht in Čortanovci bei 148 m ü. NN den Scheitelpunkt. Sie ist damit eine Flachlandbahn, deren größte Hindernisse die Flussüberquerungen von Donau und Save bilden.

### Verkehrsleitlinie

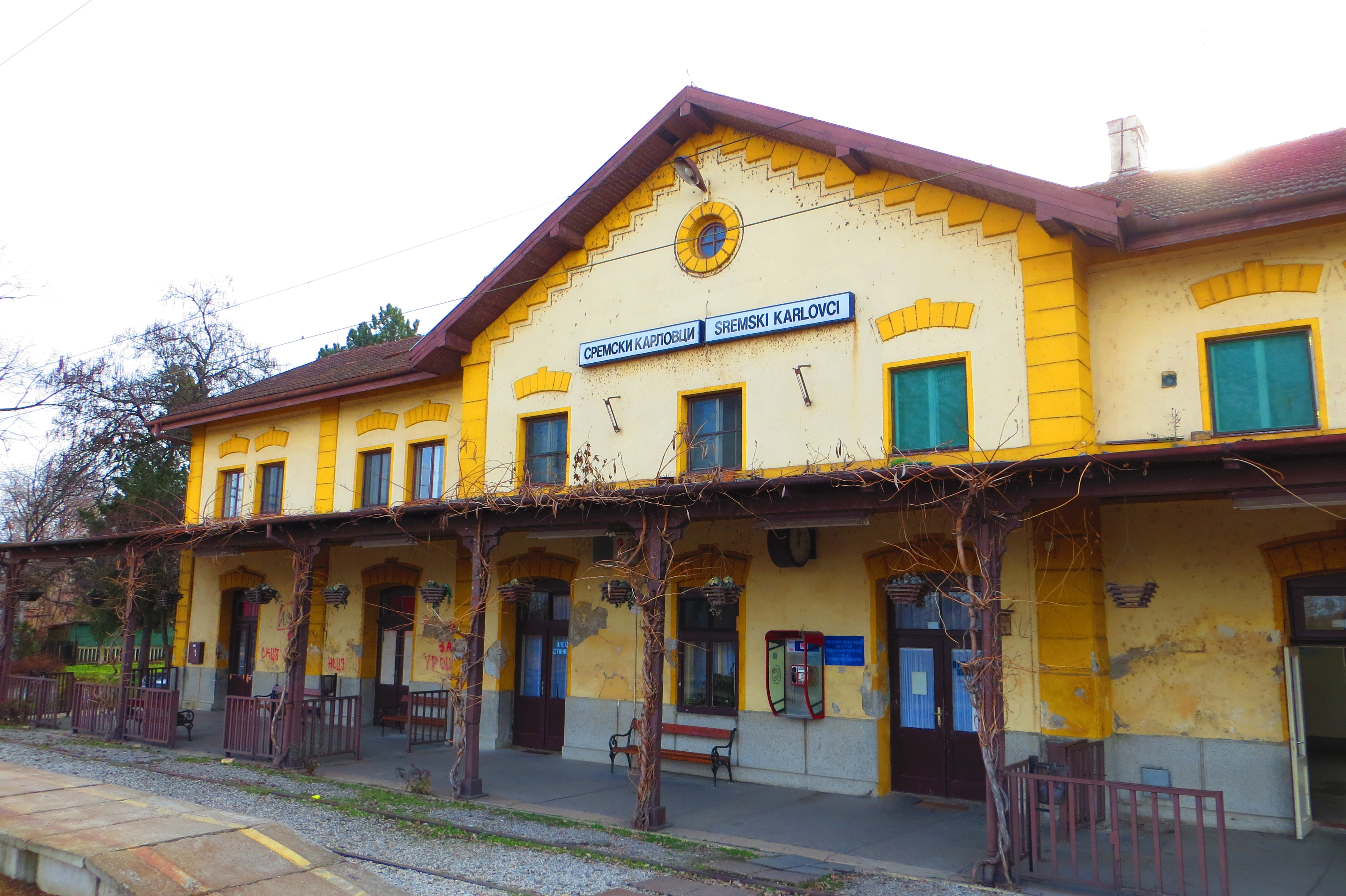
Bahnhof Sremski Karlovci

Auf serbischem Territorium verbindet die Strecke die größten Ballungsräume und Industriezentren der Vojvodina mit Belgrad. Auf ungarischer Seite liegen an der Bahnlinie abgesehen von Budapest nur unbedeutendere Ortschaften. Daher wird sie auf beiden Seiten der Grenze unterschiedlich bedient. Während internationale Züge in Serbien nur an größeren Zentren halten, bedienten sie vor der Vollsperrung für den Streckenausbau auf dem ungarischen Abschnitt in gleichen Maß wie die Regionalzüge des Binnenverkehrs auch die kleineren Ortschaften. Im lokalen Verkehr bedienen die Železnice Srbije die landwirtschaftlich geprägten Ortschaften Syrmiens und der Batschka.
Die Verbindung Belgrad–Sremski Karlovci ist durch die historische Bedeutung des barocken Donaustädtchens Sremski Karlovci, den Nationalpark Fruška gora sowie die weinbestandenen Donauterrassen touristisch inwertgesetzt. Die mit Dampflokomotiven von 1917, 1922 und 1940 bespannten historischen Wagen des Museumszugs „Romantika“ verkehren in der Saison immer am letzten Samstag des Monats zwischen Sremski Karlovci und Belgrad.

## Betrieb

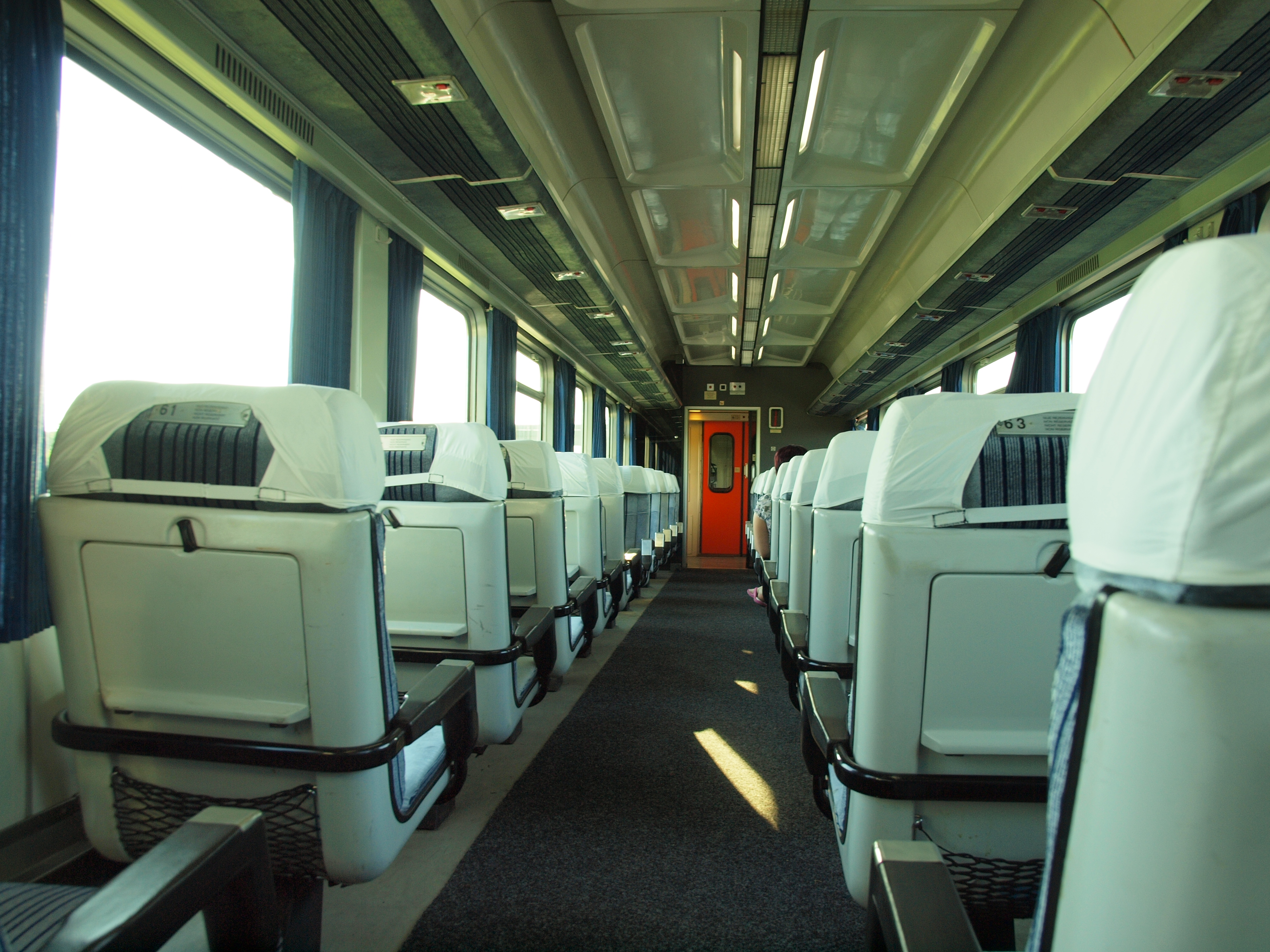
Goša UIC-Z1, Innenraum erste Klasse

Auf der Bahnstrecke wurden vor der Schließung drei tägliche Direktverbindungen angeboten. Speziell für die Auslandsverbindungen über Budapest sowie für die Möglichkeit, die Verbindung schon in den 1990er Jahren als Schnellfahrstrecke auszubauen, hatten die damalige Jugoslovenske Železnice seit 1991 vollklimatisierte Goša-UIC-Z1-Reisezugwagen für 200 km/h beschafft. Es wurde jedoch nur eine begrenzte Anzahl gebaut. Die internationalen Reisezüge wurden bis zuletzt mit von Rade Končar in schwedischer Lizenz gebauten Lokomotiven der Baureihe 441 mit zulässigen Geschwindigkeiten bis 140 km/h bespannt. Im Regionalverkehr fahren auch moderne Flirt-Triebwagen.
Im Streckennetz der Železnice Srbije (ŽS) war die Strecke Belgrad–Subotica sowohl im Güter- als auch im Reiseverkehr die meistfrequentierte. Aufgrund unterlassener Unter- und Erhaltung des Unter- und Oberbaues verlängerten sich die Fahrzeiten mehrfach: Zwischen 1991 und 1995=2h 30min, 1996 bis 2000=2h 50 min, 2001 bis 2008=3h 10min, 2009 und 2010=3h 30min, seit 2011=4h.
Im ungarischen Abschnitt liegt alle sieben bis acht Kilometer ein Haltepunkt. Ein Teil der Halte war nur für Zugkreuzungen erforderlich. Die internationalen Schnellzüge hatten auf dem ungarischen Abschnitt 17 Verkehrshalte, ebenso viele wie die Regionalzüge. Mit einem zweigleisigen Ausbau müssten nicht mehr alle Halte bedient werden. Da die Gesamtstrecke zuletzt von nur drei Zugpaaren täglich befahren wurde und nach einem Ausbau langfristig mit maximal einem Zweistundentakt gerechnet wird, ist ein anvisierter zweigleisiger Ausbau auf 160 km/h mit den erforderlichen Sicherungsanlagen für die ungarische MÁV im Personenverkehr kaum rentabel. Da zurzeit nur China ein wirtschaftliches Interesse sowie finanzielle und technische Möglichkeiten hat, die Verkehrsverbindung in der vorgesehenen Planung auszubauen, wird vornehmlich der Transitgüterverkehr die ökonomische Rentabilität beweisen müssen. Nachdem Budapest seit 2018 einen Dispatcher-Hub für den Güterverkehr auf der Verkehrsverbindung nach Südosteuropa in Betrieb genommen hat, wird ein ähnliches System im Bahnhof Topčider im Bereich der serbischen ŽS entstehen. Vorverträge wurden im April 2018 von den Russischen Eisenbahnen (RŽD) und ŽS unterzeichnet.

### Fernverkehr
Im Fahrplan 2018/2019 gab es vom Bahnhof Beograd Centar folgende Verbindungen nach Budapest und Wien:
| Zugnummer  | Laufweg | Anmerkung                         |
| ---------- | --- | --------------------------------- |
| D 342/343  | Beograd Centar – Novi Sad – Subotica – Kelebia – Kiskunhalas – Budapest-Keleti (Ivo Andrić)                            |                                   |
| EC 344/345 | Beograd Centar – Novi Sad – Subotica – Kelebia – Kiskunhalas – Budapest-Keleti – Győr – Hegyeshalom – Wien Hbf (Avala) |                                   |
| D 340/341  | Beograd Centar – Novi Sad – Subotica – Kelebia – Kiskunhalas – Budapest-Keleti (Beograd)                               | Nachtzug mit Sitz- und Liegewagen |

Die Züge verkehrten bis zur Schließung am 1. Juli 2018 vom und zum alten Bahnhof Beograd.

#### Historische Zugläufe

##### Orient-Express
Die Strecke Budapest–Belgrad wurde bis zum Beginn des Ersten Weltkriegs auch vom Orient-Express genutzt. Er verkehrte erstmals am 5. Juni 1883 und verband Paris mit Konstantinopel, zunächst über Bukarest und Giurgiu. Ab 1888, nachdem die durchgehende Schienenverbindung über Sofia fertiggestellt war, fuhr der Orient-Express ab Budapest abwechselnd über Bukarest nach Constanța und über Belgrad und Sofia nach Konstantinopel.
Nach der kriegsbedingten Einstellung des Orient-Express wurde die Strecke Budapest–Belgrad von 1916 bis 1918 vom Balkanzug befahren, der von den Mittelmächten als Nachfolger des Orient-Express propagiert wurde. Ab 1920 fuhr der Orient-Express ab Budapest ausschließlich nach Bukarest, auf der Strecke nach Belgrad verblieb lediglich ein Nachtschnellzug, der Kurswagen aus dem Orient-Express nach Belgrad brachte, wo sie dem Simplon-Orient-Express beigestellt wurden.

##### Hellas-Express
Diese Teilstrecke wurde ab 1991 auch vom gleichnamigen Nachfolger des historischen Hellas-Express befahren. Ab 1991 fuhren ungarische Züge unter dem Namen „Hellas-Express“ zwischen Budapest und Athen. Nach einer kurzen Aussetzung des Hellas-Express auf Grund der Jugoslawienkriege verkehrte er noch bis 2008 und wurde dann eingestellt.

### Güterverkehr
Nachdem China den Hafen Piräus zu einem der 50 größten Containerhäfen ausgebaut hat, kehrte sich die Richtung der Transportströme im Güterverkehr um. Einem vorher einseitigen Transport aus Nord-Süd-Richtung steht mittlerweile der Süd-Nord gerichtete Containerverkehr entgegen. Jedoch wird nur ein Teil des Containerladungsvolumens über das Streckennetz der Železnice Srbije (ŽS) transportiert. Der Direktor der Infrastruktur der ŽS äußerte 2018 den Wunsch, dass in Zukunft 10 % davon über das Netz der ŽS abgewickelt werden könnten.
Mit der gewachsenen Bedeutung der Cargosparte der Železnice Srbije (Srbija Cargo) wurden am 24. Mai 2018 Verträge für die Lieferung von acht Vectron-Mehrsystemlokomotiven mit der Siemens AG Österreich unterzeichnet, die in einem beschleunigten Verfahren Ende Mai 2018 geliefert wurden. Der Direktor von Siemens Srbija, Udo Eichlinger, stellte dabei fest, dass mit den neuen Vectron-Lokomotiven „Der Transport auf Schienen von Thessaloniki nach Europa möglich ist.“

### Zwischenfälle
Am 1. November 2024 brach das Vordach des 1964 errichteten Empfangsgebäudes des Bahnhofs Novi Sad von dem Bauwerk ab und begrub zahlreiche Menschen unter sich, wovon 14 starben.

## Streckenzustand

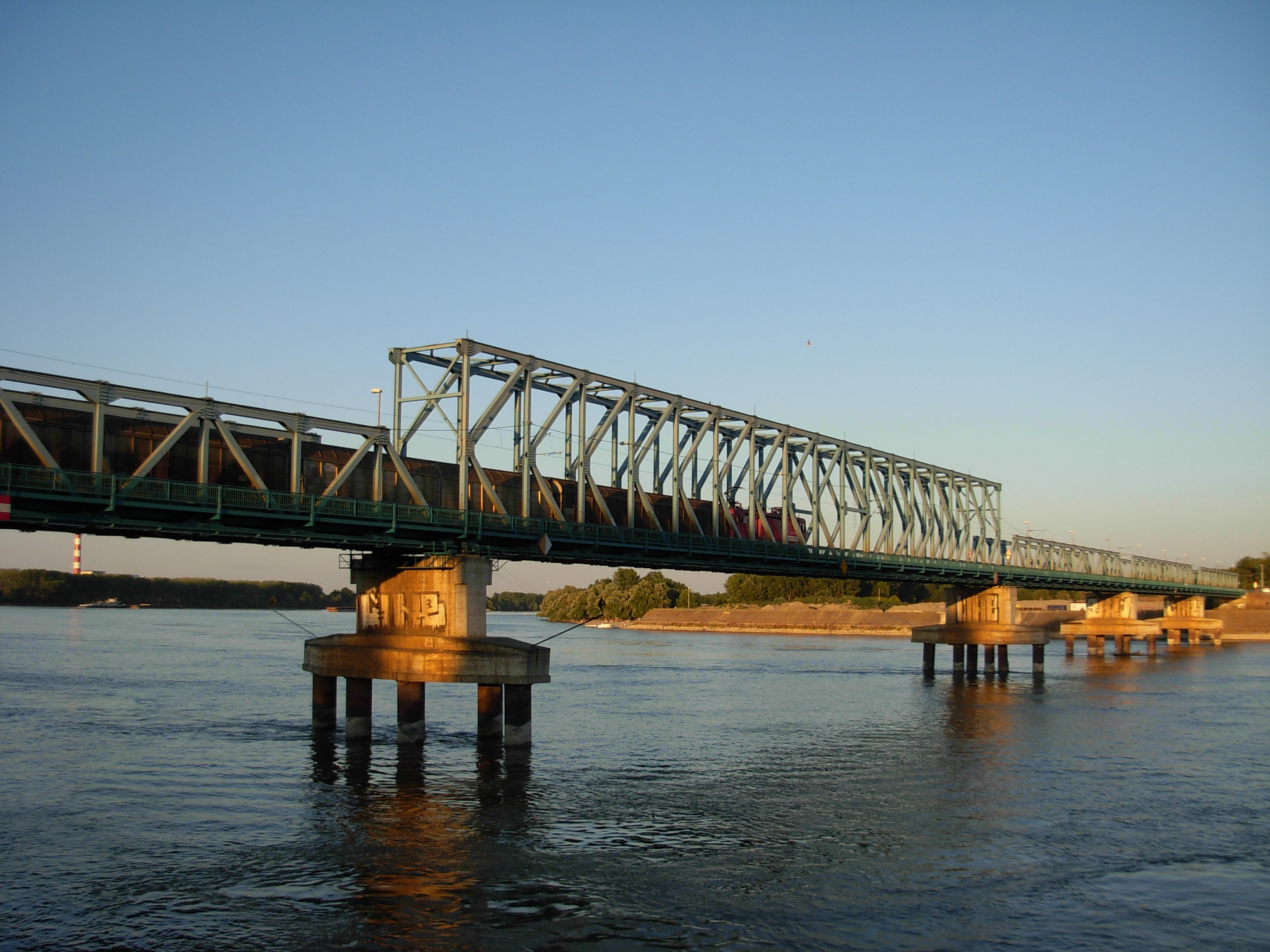
Eine Behelfsbrücke über die Donau bei Novi Sad wurde während einer zentralen Wahlkampfkampagne der SPS am 29. Mai 2000 eröffnet

Abgesehen von wenigen Kilometern am Höhenzug Fruška Gora konnte die Strecke bogen- und neigungsarm trassiert werden, sie ist daher für höhere Geschwindigkeiten gut geeignet. Zwischen Budapest Soroksári út und Inđija kam es trotz einiger Vorarbeiten nie zum zweigleisigen Ausbau. Seit den 1970er Jahren ist die Strecke durchgehend mit 25 kV und 50 Hz elektrifiziert, wenn auch mit unterschiedlichen Fahrdrahtseitenausschlägen und erforderlichen Palettenbreiten. Auf einen Triebfahrzeugdurchlauf konnten sich die beteiligten Eisenbahninfrastruktur- und -verkehrsunternehmen bisher nicht einigen, die meisten Züge werden deshalb in Subotica umgespannt. Beide Infrastrukturbetreiber nutzen ihre nationalen Zugbeeinflussungssysteme.
Auf Grund fehlender finanzieller Mittel und langjährig fehlender Investitionen ist der Oberbau insbesondere zwischen Inđija und Kiskunhalas in verbrauchtem Zustand, sowohl im Bereich der Magyar Államvasutak als auch im Bereich der Železnice Srbije. Dieser Abschnitt ist zu großen Teilen nur noch mit 30 km/h befahrbar. Die durch NATO-Luftangriffe 1999 zerstörte Donaubrücke Žeželjev most bei Novi Sad konnte 2018 wieder dem Verkehr übergeben werden. 19 Jahre hatte eine von der Armee Jugoslawiens 1999 gebaute Montagebrücke deren Funktion übernehmen müssen.

### Modernisierung

#### Planungen einer Schnellfahrstrecke

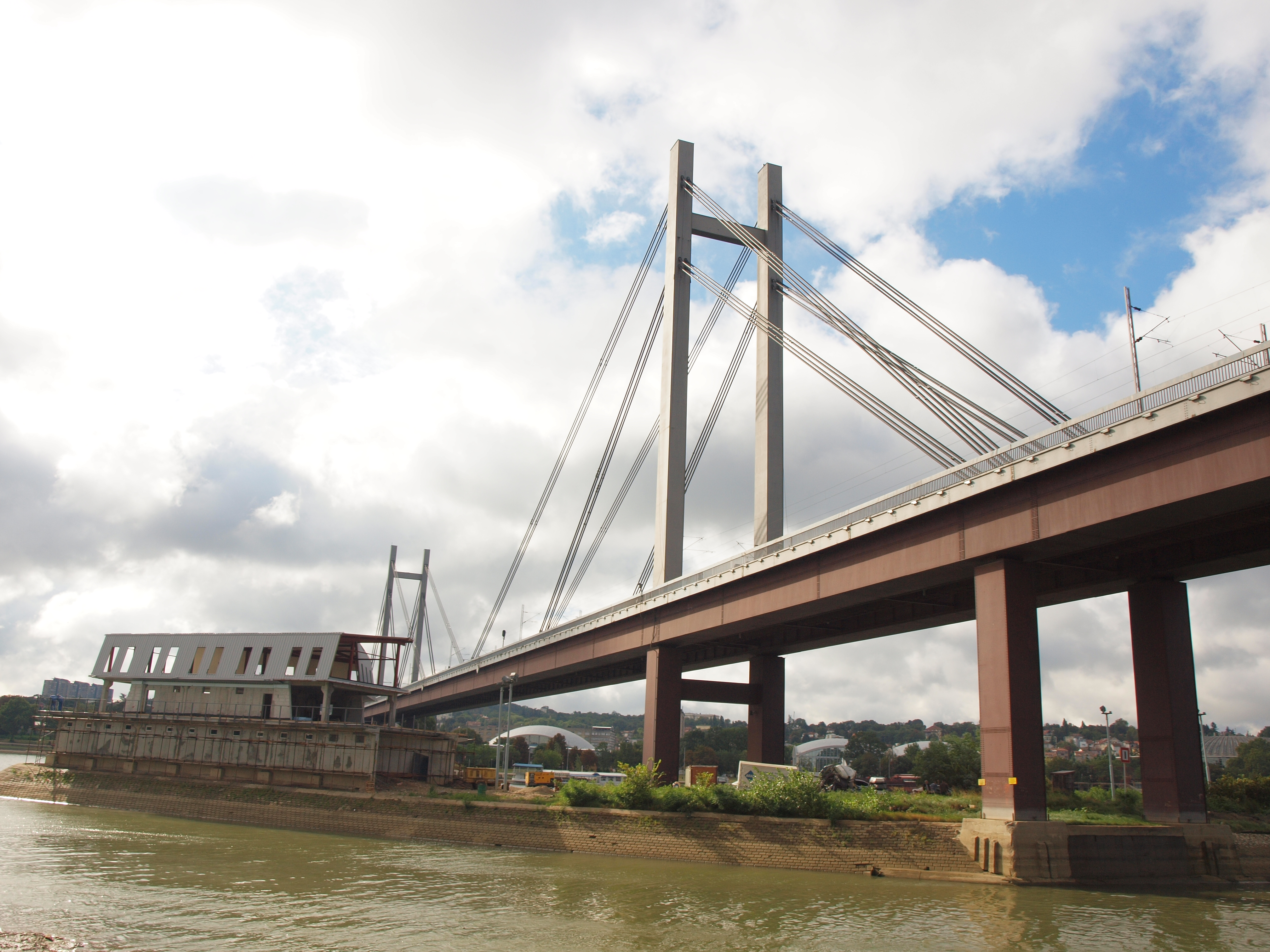
Neue Eisenbahnbrücke über die Save in Belgrad von Nikola Hajdin und Ljubomir Jeftovic, 1979

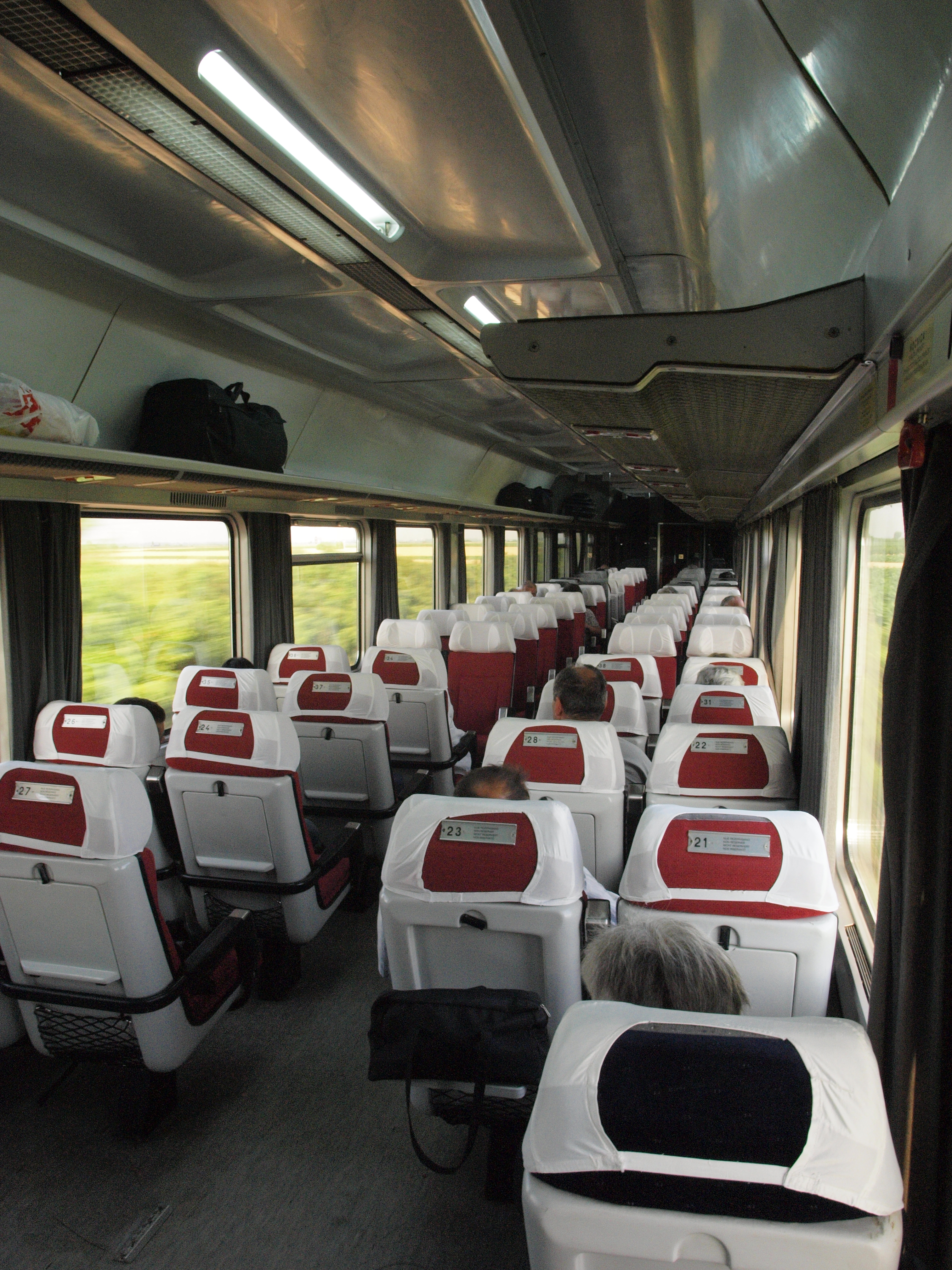
Mitte der 1990er wurden 23 Wagen Z1 der Lokomotiv- und Wagenfabrik Goša für Hochgeschwindigkeitszüge an die Jugoslovenske Železnice (JŽ) ausgeliefert. Diese hatten erstmals Klimaanlagen, Vakuum-Toiletten und hochwertige Einzelsitze in Großraumwagen. Die Wagen waren für maximale Geschwindigkeiten bis 200 km/h ausgelegt

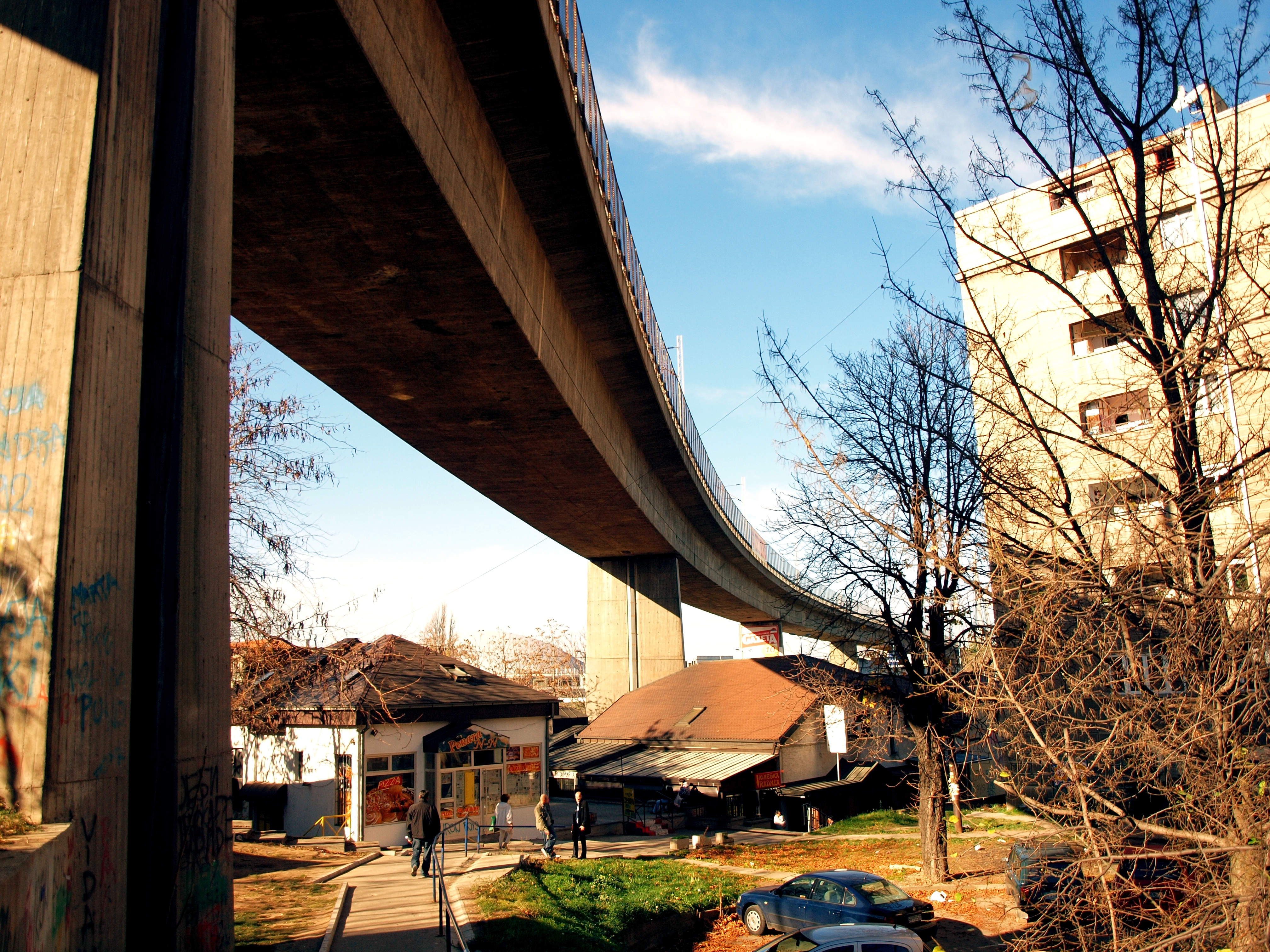
Um das Nadelöhr im Eisenbahnverkehr im alten Hauptbahnhof in Belgrad zu eliminieren, hatte Nikola Hajdin 1979 eine der ersten Schrägseil-Eisenbahnbrücke der Welt über die Save zum neuen Hauptbahnhof Belgrads entworfen. Auf ihr verkehren seit 2022 erstmals Hochgeschwindigkeitszüge.

Eine internationale Schnellfahrstrecke auf der Verbindung Belgrad–Budapest wurde auf serbischer Seite noch während der Regierung unter Slobodan Milošević erstmals im Februar 1991 als „Brze pruge Srbije“ („Serbiens schnelle Strecke“) initiiert. Ein bilateraler Vorvertrag wurde 1991 mit den Französischen Eisenbahnen vereinbart. Das ursprüngliche Konzept basierte auf einer Idee Milutin Mrkonjićs und wurde 1991 vom damaligen Premier Dragutin Zelenović angenommen. Nachdem diese Verbindung 1992 auch von der EU als aussichtsreich erkannt wurde, hatten sich durch politische Unwägbarkeiten der Region diese Pläne vormals zerschlagen. Während der initialen Ausführung wurde nur der Streckenabschnitt Batajnica-Iđija renoviert, sowie innerhalb Belgrads 1996 der Durchgangsbahnhof Beograd Centar (»Prokop«) mit einer Betonplatte überbaut. Die Sozialistische Partei Serbiens erklärte während ihres vierten Kongresses am 17. Februar 2000 wiederum die „Brze pruge Srbije“ zum strategischen Ziel des 21. Jahrhunderts. Die Pläne wurden auch später im Jahr am 29. Mai 2000 weiter bekundet.
Da die EU keines der Eisenbahnsysteme der nicht EU-Balkanländer, einschließlich Kroatiens, das seit 2013 zur EU gehört, in die aktuellen EU-Pläne im Ausbau der Eisenbahnverbindungen aufgenommen hatte, bildet sowohl für Ungarn als auch Serbien das Engagement Chinas die Schlüsselstelle zu einer besseren Vernetzung der beiden Eisenbahnnetze. Insbesondere hatte Serbien, zwar EU-Beitrittskandidat, jedoch durch die politischen Folgen des Kosovokrieges und der daraus ungeregelten staatsrechtlichen Situation keine Möglichkeit, eine generelle finanzielle Unterstützung für einen Neubau einer nicht in den EU TEN-T Projekten ausgewählten Verkehrsverbindung zu erhalten. Zudem investierte die EU massiv in den Eisenbahnkorridor IV, der das serbische Staatsgebiet völlig aussparte, um über Rumänien und Bulgarien an das Streckennetz in der Türkei und Griechenland anzuschließen. Solcher Art ausmanövriert, nahm Serbien das Engagement Chinas sowie Russlands an, um das eigene Eisenbahnsystem, das unter jahrzehntelanger Unterfinanzierung und personellen Überkapazitäten aus der Erblast der ehemaligen Jugoslawischen Eisenbahnen litt, zu modernisieren. Dabei erfolgte aufgrund fehlender Druckmittel der EU, Bauvergaben und Finanzierung konform dem EU-Recht zu gestalten, eine zügige Umsetzung der Modernisierung. Ungarn musste hingegen den Start der Modernisierung nach massivem Druck seitens der EU zur Eröffnung eines EU-konformen Tenders um mehrere Jahre verschieben.
Die Bahnverbindung zwischen Belgrad und Budapest soll von chinesischen Firmen zwischen Beograd Centar und Stara Pazova bzw. Novi Sad und Subotica sowie von RŽD-International zwischen Stara Pazova und Novi Sad modernisiert werden. Die 350 Kilometer lange Strecke soll in 2:40 Stunden zurückgelegt werden. Derzeit werden dafür noch acht Stunden gebraucht. Die Bauarbeiten sollten ursprünglich schon in der zweiten Hälfte 2015 beginnen. Im Anschluss an den 16+1–Gipfel mit China wurden die Arbeiten in einer Zeremonie im November 2017 gestartet.

#### Ausbau
Trotz zwischenzeitlichen Scheiterns des Projekts „Brze Pruge Srbije“ nach 1992 wurden kleinere Arbeiten bis 1996 begonnen: eine Schienenabzweigung in Syrmien zwischen Stara Pazova und Golubinci sowie ein Viadukt zwischen Stara Pazova und Inđija. Ein Vorvertrag für die Planung wurde mit der SNCF 1993 unterzeichnet. 23 Wagengarnituren der Bauart Z1 für Geschwindigkeiten von 200 km/h wurden von der Wagen- und Lokomotivfabrik Goša an die JŽ übergeben. Eine Lokomotive für Hochgeschwindigkeitsverkehr war bei Goša ebenfalls in Entwicklung.
Im Februar 2013 griffen chinesische Eisenbahnplaner das Projekt erneut auf. Deren Schätzungen bezifferten die Kosten auf ca. 2 Milliarden Euro. Maximale Geschwindigkeiten von 300 km/h oder mehr sollen nach ursprünglichen Plänen möglich sein.
Damit ist sie die zurzeit einzige in Bau befindliche Schnellfahrstrecke Serbiens. Sie wird durch Kredite, die China für Mittel im sogenannten China–CEE-Fonds (CEE = Central and Eastern Europe(an countries) / (Länder) Mittel-/Osteuropa(s)) bereitstellt, ausgeführt. Ein überwiegender Einsatz chinesischer Technik wird für Bau und Betrieb erwartet. Der Gesamtlauf beträgt 350 km, davon 184 in Serbien und 166 in Ungarn. Die südlich Belgrads anschließende Strecke nach Niš soll größtenteils bis 200 km/h ausgebaut werden. Dieser Abschnitt hat für den Transitverkehr nach Griechenland, Bulgarien und die Türkei Bedeutung.
Nachdem sich China Anfang 2013 positiv zum Bahn-Vorhaben der Regierungen Ungarns und Serbiens geäußert hatte, wurde das Projekt am 26. November 2013 auf dem China-Mittel-Ost-Europa-Gipfel in Bukarest von den Ministerpräsidenten Chinas, Ungarns und Serbiens genehmigt. Die chinesische Seite hatte bei dem Treffen zuerst auch einen Ausbau auf 300 km/h vorgeschlagen. Für diese Ausbauvariante gab der Ministerpräsident Serbiens an, dass die chinesische Seite dadurch auch größere Investoren anlocken könnte und zudem eine bessere intermodale Vernetzung des Containerhafens von Piräus in Griechenland erreichen würde, den das chinesische Staatsunternehmen China Ocean Shipping (Group) Company (COSCO) zu 50 % für die Dauer von 35 Jahren gepachtet hat. Die chinesische Seite sieht in einer solchen Investition in Europa auch eine wichtige strategische Komponente, indem Schnellfahrstrecken und Hochgeschwindigkeitszüge einen wesentlichen Beitrag zum Güterverkehr China-Europa leisten und auch Werbeträger für die High-Tech-Fähigkeiten der chinesischen Industrie sind.
Vorverträge zum Bau der Schnellfahrstrecke Belgrad–Budapest sind am 17. Dezember 2014 auf dem dritten China-Mittel-Ost-Europa-Gipfel in Belgrad zwischen den Ministerpräsidenten Chinas, Serbiens und Ungarns Li Keqiang, Aleksandar Vučić und Viktor Orbán unterzeichnet worden. In einer zusätzlichen Vereinbarung wurde der Ausbau der gesamten Balkanroute auf dem Abschnitt des Morava-Vardar Korridors bis zum Thermaischen Golf und Thessaloniki festgelegt. Die Absichtserklärung hierzu hat der Ministerpräsident Makedoniens, Nikola Gruevski, mitunterzeichnet. Li Keqiang hatte dieses Vorhaben als „Marschroute“ für die Festland-See-Verbindung Chinas mit den Staaten der EU über das Güterumschlagsterminal in Piräus vorab schon in einem Interview vom 14. Dezember 2014 in der Tageszeitung Politika als strategisches Ziel genannt. Viktor Orbán sprach dabei davon, dass dies das momentan größte Projekt in der Kooperation zwischen der EU und China darstellt. Die Streckenlänge Budapest–Belgrad–Skopje–Athen beträgt dabei insgesamt 1.543 km.
Weitere konkretere Vereinbarungen konnten am 25. November 2015 in Suzhou auf dem vierten China-Mittel-Ost-Europa-Gipfel von den Premierministern Chinas, Ungarns und Serbiens unterzeichnet werden. Bei geplanter zweijähriger Realisation wurde mit einem Baubeginn Ende 2015 gerechnet. Der Zuschlag für den Tender zum Bau des 160 km langen ungarischen Abschnitts erhielt die China Railway Group (CRG) für 1,6 Milliarden Dollar.
Ein kommerzieller Vertrag über 319 Millionen Dollar für den ersten Teilabschnitt über 34,5 km zwischen Beograd und Stara Pazova wurde am 5. November 2016 in Riga unterzeichnet. Wie die gesamte Strecke ist dieser Teil von chinesischen Unternehmen für 200 km/h ausgebaut worden. Die Bauarbeiten an diesem Abschnitt starteten im November 2017.
Für den an die Strecke Beograd–Stara Pazova anschließenden 40,4 km langen Teilabschnitt Stara Pazova–Novi Sad wurden die ersten Vorverträge am 10. Oktober 2014 zwischen dem Direktor von RŽD-International / РЖД Интернешнл, Sergei Pawlow, und dem Direktor des Verkehrsinstituts CIP, Milutin Ignjatović, vereinbart. Dieser Streckenteil wurde aus einem 2009 zwischen Russland und Serbien verhandelten Kredit über 900 Mio. Dollar an die Železnice Srbije finanziert und mit Kosten von 338 Millionen Dollar veranschlagt. Den kommerziellen Vertragsteil zum Bau unterzeichneten zum 15. Juli 2016 die serbische Ministerin für Infrastruktur Zorana Mihajlović sowie der erste stellvertretende Direktor der Russischen Eisenbahnen, Aleksandar Mišarin, und der Direktor von RŽD-International, Sergei Pawlow. Ursprünglich sollte die Strecke nach 30-monatiger Bauzeit 2018 betriebsfertig übergeben werden. Die Eröffnung der Abschnitte Beograd–Stara Pazova und Stara Pazova–Novi Sad fand am 19. März 2022 statt.

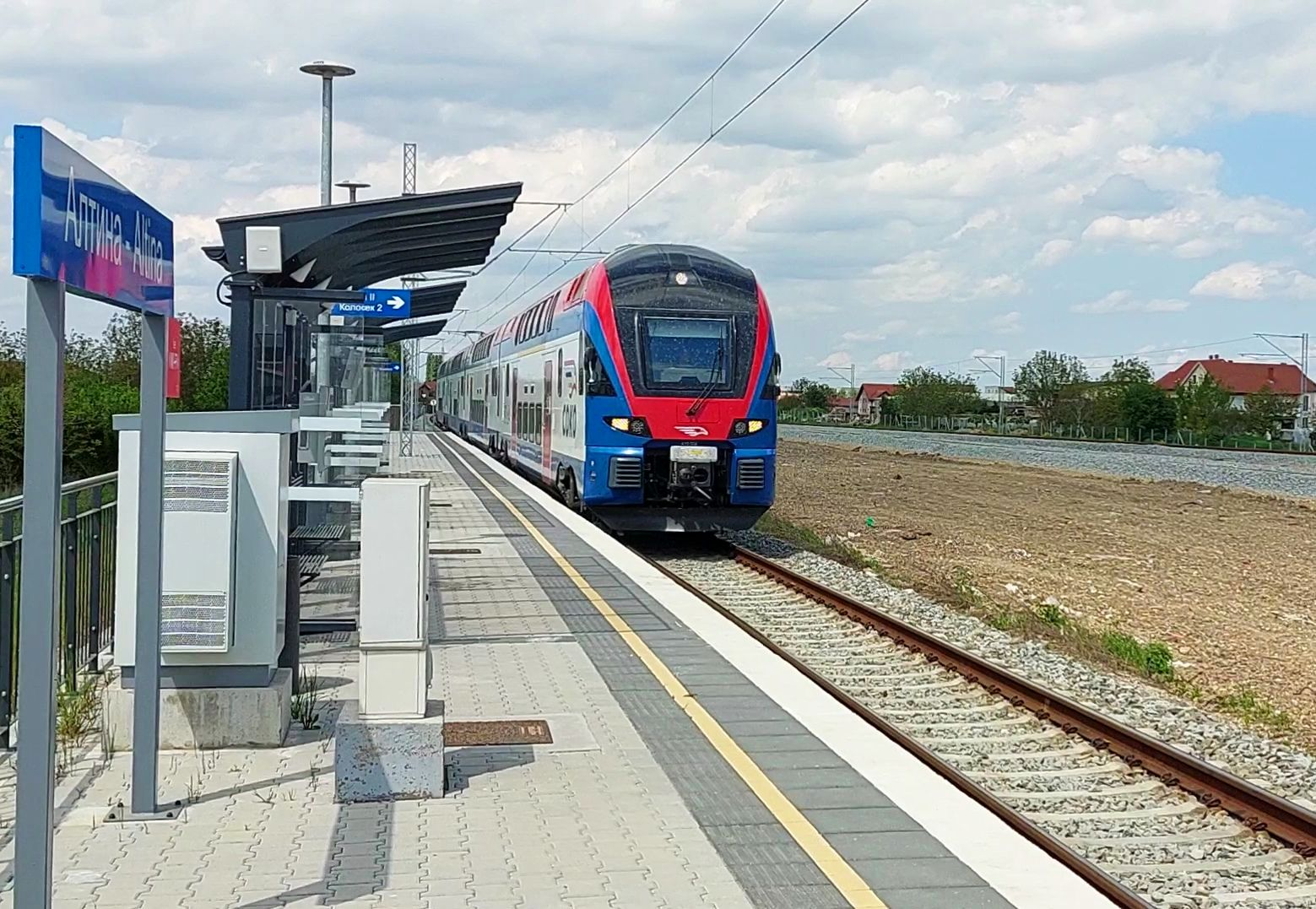
Stadler KISS 200 Inter-City

Die beiden Bauvorhaben sind damit die ersten in der Region, die Schnellverkehr ermöglichen. Die Fahrzeit auf der 75 km langen Strecke zwischen den beiden bevölkerungsreichsten serbischen Städten Beograd und Novi Sad beträgt mit der von Stadler KISS bedienten Intercity-Verbindung, deren Züge nur in den beiden Endbahnhöfen und in Novi Beograd halten, 36 Minuten. Zusätzlich wird eine ebenfalls mit Stadler KISS bediente Regionalexpress-Linie angeboten, welche zusätzlich Novi Beograd, Batajnica, Nova Pazova, Stara Pazova, Inđija, Beška, Sremski Karlovci und Petrovaradin bedient. Die Fahrzeit dieser Verbindung beträgt 49 Minuten. Die Züge einer mit Stadler Flirt bedienten Regionalbahn-Linie halten an allen Bahnhöfen entlang der Strecke. Die Fahrzeit dieser Verbindung beträgt 56 Minuten. Ab Dezember 2024 sollen nach der Fertigstellung des Abschnitts nach Subotica auch noch Hochgeschwindigkeitszüge von CRRC zum Einsatz kommen. Die Triebwagen, die für eine Geschwindigkeit von 200 km/h ausgelegt sind, werden die ersten Hochgeschwindigkeitszüge aus chinesischer Produktion in Europa sein.

##### Bahnknoten Belgrad

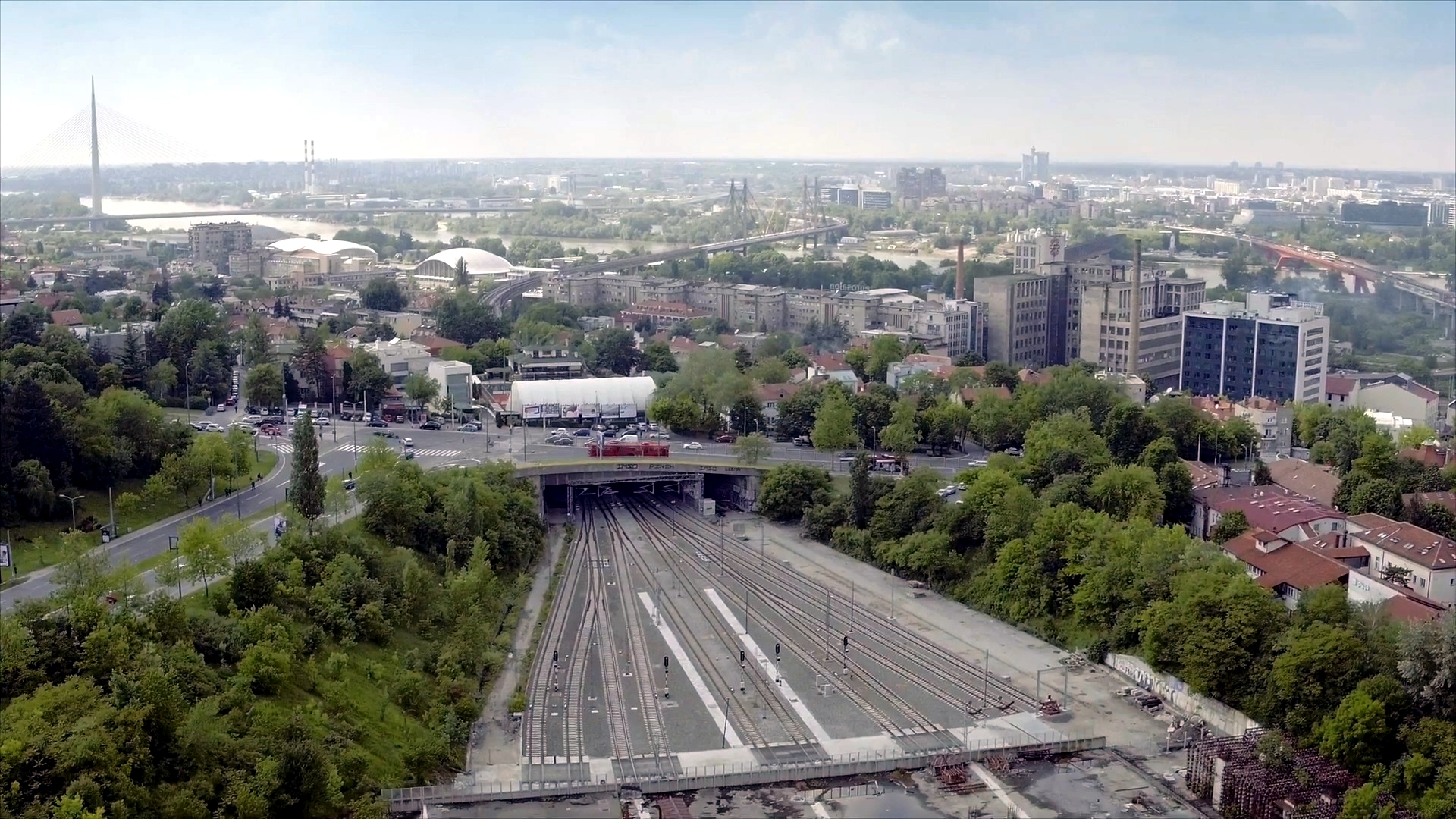
Der Bahnhof Beograd Centar ist der neue Hauptbahnhof der Hauptstadt Serbiens

Neben den Streckenneubauten wurde der alte Bahnhof Belgrad am 1. Juli 2018 geschlossen. Die Funktion des neuen Terminus übernimmt der seit 1977 als Durchgangsbahnhof im Bau befindliche Bahnhof Beograd Centar (in Beograd meist als „Prokop“ bezeichnet), obwohl im Bahnhof noch keine vollständige Infrastruktur existiert. Die Trasse Beograd Centar–Stara Pazova wurde neu trassiert und ist teilweise vierspurig ausgebaut.

##### Beograd Centar–Stara Pazova
Der erste Streckenabschnitt von 34,5 Kilometern Länge kostete 350 Millionen Euro, davon wurden 297,6 Millionen Euro durch einen chinesischen Kredit der Exim-Bank finanziert. Die Arbeiten wurden von China Railways International und der China Construction Company getragen. Zwischen Beograd Centar und Batajnica ist der Streckenabschnitt für 120 km/h ausgebaut, zwischen Batajnica und Stara Pazova viergleisig für bis zu 200 km/h.

##### Stara Pazova–Novi Sad
Der geologisch anspruchsvollste Streckenabschnitt durch die Fruška Gora und entlang der Donau bei Sremski Karlovci wurde durch RŽD-International auf 200 km/h ausgebaut. Hierfür wurde der 1,1 Kilometer lange neue Čortanovci-Tunnel sowie ein 2,9 Kilometer langes Viadukt (58 Stützen, bis 28 Meter hoch) über Alluvialflächen im Donauschwemmland errichtet.
Die anspruchsvollen Bauarbeiten bei Čortanovci wurden von Ingenieuren der Russischen Eisenbahnen ausgeführt. Fachleute der DB waren zur Überwachung engagiert, dem niederländischen Rail-Consultant Unternehmen Ricardo wurde die Zertifizierung anvertraut. Während der Bauarbeiten war die Hauptstrecke Beograd–Novi Sad ab Ende 2018 bis zur Eröffnung gesperrt. Alle Züge Richtung Novi Sad und Ungarn mussten dadurch über Pančevo–Orlovat–Novi Sad umgeleitet werden. Die Kosten für den Abschnitt Stara Pazova–Novi Sad sind mit 598 Millionen Dollar veranschlagt.
Die Gesamtkosten des Streckenabschnitts bemessen sich auf 247,9 Millionen Dollar für den Ausbau der zweigleisigen Trasse mit drei Viadukten sowie neunzehn Brücken, sowie 350 Millionen Dollar für den Tunnel in Čortanovci mit dem fast drei Kilometer langen Viadukt. Das Viadukt wird von 2.500 insgesamt über 80 km langen Betonfundamenten getragen, die in den Überflutungsbereich der Donau-Alluvialflächen gesetzt wurden.

##### Novi Sad–Subotica
Der dritte und längste Streckenabschnitt von 101 Kilometern Länge soll nach Aussagen von Verkehrsministerin Zorana Mihajlović 943 Millionen Euro kosten. Bei Vrbas soll die Neubaustrecke außerhalb der Stadt auf einem 1,6 Kilometer langen Viadukt geführt werden. Die Bauarbeiten begannen offiziell am 23. November 2021 und sollen bis Ende 2024 abgeschlossen sein. Dieser Streckenteil ist seit den Baumaßnahmen vollständig gesperrt. Eine Umleitungsstrecke ist über Sombor vorgesehen.

##### Ungarischer Abschnitt
Der ungarische Abschnitt besteht aus einer 163 km langen Strecke. Ungarn veröffentlichte die Ausschreibung für die Bauvergabe am 28. November 2017. Danach wird die Trasse auf eine Entwurfsgeschwindigkeit von 200 km/h bei einer Höchstgeschwindigkeit im planmäßigen Betrieb von 160 km/h ausgelegt. Die EU hat für den Ausbau dieses Teilabschnitts keine Mittel zur Verfügung gestellt. Die gesamten Kosten trägt demnach das ungarisch-chinesische Joint-Venture. Für Trassierung und Verkehrsübergabe werden 86 Monate veranschlagt. Am 15. Oktober 2021 begannen die Bauarbeiten offiziell. Der Abschluss der Bauarbeiten wird für 2026 erwartet.
Bau und Finanzierung des ungarischen Abschnitts gelten als wichtiger Test der chinesischen „Belt-and-Road-Initiative“. Nachdem die EU die Konsistenz regulativer Normen in der Bauvergabe angemahnt hatte, leitete China das Problem an Ungarn und EU-Institutionen weiter, was das angespannte Verhältnis zwischen der Regierung Orbán und der EU weiter befeuerte. Das transkontinentale Projekt musste damit durch bilaterale Abmachungen einzelner Länder mit China gesichert werden, was letztlich politische Blockaden aufgrund konkurrierender Interessen aufdeckte. Das chinesische Projekt in der weiter gefassten „Belt-and-Road-Initiative“ wird auch im Rahmen der transatlantischen Sicherheitspolitik diskutiert, die Rolle von Chinas Infrastrukturmaßnahmen in Handlungsempfehlungen der amerikanischen Außenpolitik vom Mai 2018 für den weiterhin politisch instabilen Balkan erörtert.

### Erwartete ökonomische Effekte
Die Trasse wird für den Personenverkehr allgemein als nicht rentabel erachtet. Der zweigleisige Streckenausbau, der mit drei Milliarden Dollar beziffert wird, ist jedoch notwendig, und die Strecke hätte irgendwann sowieso modernisiert werden müssen. Der erste Effekt ist primär eine schnellere Verbindung zwischen Budapest und Beograd. Ungarn erwartet sich darüber hinaus, dass es aus seiner Nähe zum dominanten Handelsstandort Deutschland ein primäres regionales Logistikzentrum werden kann, das selbst auf EU-Ebene bedeutsam ist. Die eindimensionale Abhängigkeit Ungarns würde sinken, inländische Produkte könnten leichter zu den Märkten im Vorderen Orient, Zentralasien und dem Kaukasus exportiert werden. Der ungarische Nationalbankchef György Matolcsy sieht in der Reduktion der Transportwege und -dauer, der geringeren Überfüllung der Balkanroute im Vergleich zu transalpinen Verbindungen sowie geringeren Arbeits- und Entwicklungskosten auf der Balkanroute die wichtigsten Vorteile. Ungarn bietet für das Projekt zudem günstige Arbeitskräfte, Nähe zu den großen Märkten der EU und eine schon gut ausgebaute Verkehrsinfrastruktur.

### Kontroverse
Das Engagement Chinas im Aus- und Neubau der Strecke wird von der EU kritisch gesehen. So forderte die EU von Ungarn, dass die Vergabe der Baukonzession konform zu EU-Recht erfolgt.
Während der Ausbau in Serbien äußerst positiv wahrgenommen wird – der Aufwertung der jahrzehntelang vernachlässigten Schieneninfrastruktur wird große Priorität beigemessen – sind die Perspektiven für die ungarische Wirtschaft und Infrastruktur weit weniger klar. Ungarn liegt am anderen Ende der Balkan-Transversale, der Zustand der Strecken zwischen Piräus und Belgrad ist schlecht, die Infrastruktur vernachlässigt. Fahrtzeiten von Piräus nach Budapest betragen bestenfalls vier, im schlechtesten Fall acht Tage. Die Kosten für den ungarischen Streckenteil werden auf drei Milliarden Dollar veranschlagt, 85 Prozent davon aus Krediten der chinesischen Exim-Bank. Mit den Zinsen werden sich die Kosten im ungarischen Streckenteil auf 3,7 Milliarden Dollar summieren. Aufgrund der erforderlichen EU-Regulation konnte auf ungarischer Seite der Ausbau erst 2021 beginnen. Eine Fertigstellung ist nicht vor 2025 zu erwarten. Kritiker bemängeln, dass die Bahnverbindung keines der ungarischen Zentren bediene, so werde etwa Szeged nicht an die Strecke angeschlossen. Zudem sei ein Ausbau Richtung Süden (Serbien, Griechenland) keine Priorität der ungarischen Wirtschaft, da diese sich stärker nach Westen und Osten (Rumänien, Ukraine) orientiere.